# Trappola della canna da pesca
La trappola della canna da pesca (Fishing pole trap in inglese) è una trappola scacchistica che può essere usata nella partita spagnola (specialmente nella difesa berlinese e nelle variante di cambio); tuttavia, la trappola può essere usata in qualsiasi apertura o anche nel medio gioco. La sua definizione più ampia implica una mossa che sacrifica un cavallo o un alfiere sulla colonna g per aprire la colonna h, dopo che il Re avversario ha fatto un arrocco corto, ma senza che il proprio Re abbia arroccato corto.
Le mosse che la caratterizzano, come sviluppo della difesa berlinese, sono:
1.e4 e5
2.Cf3 Cc6
3.Ab5 Cf6
4.O-O Cg4
5.h3 h5
|   | a | b | c | d | e | f | g | h |   |
| 8 | a8 torre del nero · c8 alfiere del nero · d8 donna del nero · e8 re del nero · f8 alfiere del nero · h8 torre del nero · a7 pedone del nero · b7 pedone del nero · c7 pedone del nero · f7 pedone del nero · g7 pedone del nero · c6 pedone del nero · e5 pedone del nero · h5 pedone del nero · e4 pedone del bianco · g4 cavallo del nero · f3 cavallo del bianco · h3 pedone del bianco · a2 pedone del bianco · b2 pedone del bianco · c2 pedone del bianco · d2 pedone del bianco · f2 pedone del bianco · g2 pedone del bianco · a1 torre del bianco · b1 cavallo del bianco · c1 alfiere del bianco · d1 donna del bianco · f1 torre del bianco · g1 re del bianco | a8 torre del nero · c8 alfiere del nero · d8 donna del nero · e8 re del nero · f8 alfiere del nero · h8 torre del nero · a7 pedone del nero · b7 pedone del nero · c7 pedone del nero · f7 pedone del nero · g7 pedone del nero · c6 pedone del nero · e5 pedone del nero · h5 pedone del nero · e4 pedone del bianco · g4 cavallo del nero · f3 cavallo del bianco · h3 pedone del bianco · a2 pedone del bianco · b2 pedone del bianco · c2 pedone del bianco · d2 pedone del bianco · f2 pedone del bianco · g2 pedone del bianco · a1 torre del bianco · b1 cavallo del bianco · c1 alfiere del bianco · d1 donna del bianco · f1 torre del bianco · g1 re del bianco | a8 torre del nero · c8 alfiere del nero · d8 donna del nero · e8 re del nero · f8 alfiere del nero · h8 torre del nero · a7 pedone del nero · b7 pedone del nero · c7 pedone del nero · f7 pedone del nero · g7 pedone del nero · c6 pedone del nero · e5 pedone del nero · h5 pedone del nero · e4 pedone del bianco · g4 cavallo del nero · f3 cavallo del bianco · h3 pedone del bianco · a2 pedone del bianco · b2 pedone del bianco · c2 pedone del bianco · d2 pedone del bianco · f2 pedone del bianco · g2 pedone del bianco · a1 torre del bianco · b1 cavallo del bianco · c1 alfiere del bianco · d1 donna del bianco · f1 torre del bianco · g1 re del bianco | a8 torre del nero · c8 alfiere del nero · d8 donna del nero · e8 re del nero · f8 alfiere del nero · h8 torre del nero · a7 pedone del nero · b7 pedone del nero · c7 pedone del nero · f7 pedone del nero · g7 pedone del nero · c6 pedone del nero · e5 pedone del nero · h5 pedone del nero · e4 pedone del bianco · g4 cavallo del nero · f3 cavallo del bianco · h3 pedone del bianco · a2 pedone del bianco · b2 pedone del bianco · c2 pedone del bianco · d2 pedone del bianco · f2 pedone del bianco · g2 pedone del bianco · a1 torre del bianco · b1 cavallo del bianco · c1 alfiere del bianco · d1 donna del bianco · f1 torre del bianco · g1 re del bianco | a8 torre del nero · c8 alfiere del nero · d8 donna del nero · e8 re del nero · f8 alfiere del nero · h8 torre del nero · a7 pedone del nero · b7 pedone del nero · c7 pedone del nero · f7 pedone del nero · g7 pedone del nero · c6 pedone del nero · e5 pedone del nero · h5 pedone del nero · e4 pedone del bianco · g4 cavallo del nero · f3 cavallo del bianco · h3 pedone del bianco · a2 pedone del bianco · b2 pedone del bianco · c2 pedone del bianco · d2 pedone del bianco · f2 pedone del bianco · g2 pedone del bianco · a1 torre del bianco · b1 cavallo del bianco · c1 alfiere del bianco · d1 donna del bianco · f1 torre del bianco · g1 re del bianco | a8 torre del nero · c8 alfiere del nero · d8 donna del nero · e8 re del nero · f8 alfiere del nero · h8 torre del nero · a7 pedone del nero · b7 pedone del nero · c7 pedone del nero · f7 pedone del nero · g7 pedone del nero · c6 pedone del nero · e5 pedone del nero · h5 pedone del nero · e4 pedone del bianco · g4 cavallo del nero · f3 cavallo del bianco · h3 pedone del bianco · a2 pedone del bianco · b2 pedone del bianco · c2 pedone del bianco · d2 pedone del bianco · f2 pedone del bianco · g2 pedone del bianco · a1 torre del bianco · b1 cavallo del bianco · c1 alfiere del bianco · d1 donna del bianco · f1 torre del bianco · g1 re del bianco | a8 torre del nero · c8 alfiere del nero · d8 donna del nero · e8 re del nero · f8 alfiere del nero · h8 torre del nero · a7 pedone del nero · b7 pedone del nero · c7 pedone del nero · f7 pedone del nero · g7 pedone del nero · c6 pedone del nero · e5 pedone del nero · h5 pedone del nero · e4 pedone del bianco · g4 cavallo del nero · f3 cavallo del bianco · h3 pedone del bianco · a2 pedone del bianco · b2 pedone del bianco · c2 pedone del bianco · d2 pedone del bianco · f2 pedone del bianco · g2 pedone del bianco · a1 torre del bianco · b1 cavallo del bianco · c1 alfiere del bianco · d1 donna del bianco · f1 torre del bianco · g1 re del bianco | a8 torre del nero · c8 alfiere del nero · d8 donna del nero · e8 re del nero · f8 alfiere del nero · h8 torre del nero · a7 pedone del nero · b7 pedone del nero · c7 pedone del nero · f7 pedone del nero · g7 pedone del nero · c6 pedone del nero · e5 pedone del nero · h5 pedone del nero · e4 pedone del bianco · g4 cavallo del nero · f3 cavallo del bianco · h3 pedone del bianco · a2 pedone del bianco · b2 pedone del bianco · c2 pedone del bianco · d2 pedone del bianco · f2 pedone del bianco · g2 pedone del bianco · a1 torre del bianco · b1 cavallo del bianco · c1 alfiere del bianco · d1 donna del bianco · f1 torre del bianco · g1 re del bianco | 8 |
| 7 | a8 torre del nero · c8 alfiere del nero · d8 donna del nero · e8 re del nero · f8 alfiere del nero · h8 torre del nero · a7 pedone del nero · b7 pedone del nero · c7 pedone del nero · f7 pedone del nero · g7 pedone del nero · c6 pedone del nero · e5 pedone del nero · h5 pedone del nero · e4 pedone del bianco · g4 cavallo del nero · f3 cavallo del bianco · h3 pedone del bianco · a2 pedone del bianco · b2 pedone del bianco · c2 pedone del bianco · d2 pedone del bianco · f2 pedone del bianco · g2 pedone del bianco · a1 torre del bianco · b1 cavallo del bianco · c1 alfiere del bianco · d1 donna del bianco · f1 torre del bianco · g1 re del bianco | a8 torre del nero · c8 alfiere del nero · d8 donna del nero · e8 re del nero · f8 alfiere del nero · h8 torre del nero · a7 pedone del nero · b7 pedone del nero · c7 pedone del nero · f7 pedone del nero · g7 pedone del nero · c6 pedone del nero · e5 pedone del nero · h5 pedone del nero · e4 pedone del bianco · g4 cavallo del nero · f3 cavallo del bianco · h3 pedone del bianco · a2 pedone del bianco · b2 pedone del bianco · c2 pedone del bianco · d2 pedone del bianco · f2 pedone del bianco · g2 pedone del bianco · a1 torre del bianco · b1 cavallo del bianco · c1 alfiere del bianco · d1 donna del bianco · f1 torre del bianco · g1 re del bianco | a8 torre del nero · c8 alfiere del nero · d8 donna del nero · e8 re del nero · f8 alfiere del nero · h8 torre del nero · a7 pedone del nero · b7 pedone del nero · c7 pedone del nero · f7 pedone del nero · g7 pedone del nero · c6 pedone del nero · e5 pedone del nero · h5 pedone del nero · e4 pedone del bianco · g4 cavallo del nero · f3 cavallo del bianco · h3 pedone del bianco · a2 pedone del bianco · b2 pedone del bianco · c2 pedone del bianco · d2 pedone del bianco · f2 pedone del bianco · g2 pedone del bianco · a1 torre del bianco · b1 cavallo del bianco · c1 alfiere del bianco · d1 donna del bianco · f1 torre del bianco · g1 re del bianco | a8 torre del nero · c8 alfiere del nero · d8 donna del nero · e8 re del nero · f8 alfiere del nero · h8 torre del nero · a7 pedone del nero · b7 pedone del nero · c7 pedone del nero · f7 pedone del nero · g7 pedone del nero · c6 pedone del nero · e5 pedone del nero · h5 pedone del nero · e4 pedone del bianco · g4 cavallo del nero · f3 cavallo del bianco · h3 pedone del bianco · a2 pedone del bianco · b2 pedone del bianco · c2 pedone del bianco · d2 pedone del bianco · f2 pedone del bianco · g2 pedone del bianco · a1 torre del bianco · b1 cavallo del bianco · c1 alfiere del bianco · d1 donna del bianco · f1 torre del bianco · g1 re del bianco | a8 torre del nero · c8 alfiere del nero · d8 donna del nero · e8 re del nero · f8 alfiere del nero · h8 torre del nero · a7 pedone del nero · b7 pedone del nero · c7 pedone del nero · f7 pedone del nero · g7 pedone del nero · c6 pedone del nero · e5 pedone del nero · h5 pedone del nero · e4 pedone del bianco · g4 cavallo del nero · f3 cavallo del bianco · h3 pedone del bianco · a2 pedone del bianco · b2 pedone del bianco · c2 pedone del bianco · d2 pedone del bianco · f2 pedone del bianco · g2 pedone del bianco · a1 torre del bianco · b1 cavallo del bianco · c1 alfiere del bianco · d1 donna del bianco · f1 torre del bianco · g1 re del bianco | a8 torre del nero · c8 alfiere del nero · d8 donna del nero · e8 re del nero · f8 alfiere del nero · h8 torre del nero · a7 pedone del nero · b7 pedone del nero · c7 pedone del nero · f7 pedone del nero · g7 pedone del nero · c6 pedone del nero · e5 pedone del nero · h5 pedone del nero · e4 pedone del bianco · g4 cavallo del nero · f3 cavallo del bianco · h3 pedone del bianco · a2 pedone del bianco · b2 pedone del bianco · c2 pedone del bianco · d2 pedone del bianco · f2 pedone del bianco · g2 pedone del bianco · a1 torre del bianco · b1 cavallo del bianco · c1 alfiere del bianco · d1 donna del bianco · f1 torre del bianco · g1 re del bianco | a8 torre del nero · c8 alfiere del nero · d8 donna del nero · e8 re del nero · f8 alfiere del nero · h8 torre del nero · a7 pedone del nero · b7 pedone del nero · c7 pedone del nero · f7 pedone del nero · g7 pedone del nero · c6 pedone del nero · e5 pedone del nero · h5 pedone del nero · e4 pedone del bianco · g4 cavallo del nero · f3 cavallo del bianco · h3 pedone del bianco · a2 pedone del bianco · b2 pedone del bianco · c2 pedone del bianco · d2 pedone del bianco · f2 pedone del bianco · g2 pedone del bianco · a1 torre del bianco · b1 cavallo del bianco · c1 alfiere del bianco · d1 donna del bianco · f1 torre del bianco · g1 re del bianco | a8 torre del nero · c8 alfiere del nero · d8 donna del nero · e8 re del nero · f8 alfiere del nero · h8 torre del nero · a7 pedone del nero · b7 pedone del nero · c7 pedone del nero · f7 pedone del nero · g7 pedone del nero · c6 pedone del nero · e5 pedone del nero · h5 pedone del nero · e4 pedone del bianco · g4 cavallo del nero · f3 cavallo del bianco · h3 pedone del bianco · a2 pedone del bianco · b2 pedone del bianco · c2 pedone del bianco · d2 pedone del bianco · f2 pedone del bianco · g2 pedone del bianco · a1 torre del bianco · b1 cavallo del bianco · c1 alfiere del bianco · d1 donna del bianco · f1 torre del bianco · g1 re del bianco | 7 |
| 6 | a8 torre del nero · c8 alfiere del nero · d8 donna del nero · e8 re del nero · f8 alfiere del nero · h8 torre del nero · a7 pedone del nero · b7 pedone del nero · c7 pedone del nero · f7 pedone del nero · g7 pedone del nero · c6 pedone del nero · e5 pedone del nero · h5 pedone del nero · e4 pedone del bianco · g4 cavallo del nero · f3 cavallo del bianco · h3 pedone del bianco · a2 pedone del bianco · b2 pedone del bianco · c2 pedone del bianco · d2 pedone del bianco · f2 pedone del bianco · g2 pedone del bianco · a1 torre del bianco · b1 cavallo del bianco · c1 alfiere del bianco · d1 donna del bianco · f1 torre del bianco · g1 re del bianco | a8 torre del nero · c8 alfiere del nero · d8 donna del nero · e8 re del nero · f8 alfiere del nero · h8 torre del nero · a7 pedone del nero · b7 pedone del nero · c7 pedone del nero · f7 pedone del nero · g7 pedone del nero · c6 pedone del nero · e5 pedone del nero · h5 pedone del nero · e4 pedone del bianco · g4 cavallo del nero · f3 cavallo del bianco · h3 pedone del bianco · a2 pedone del bianco · b2 pedone del bianco · c2 pedone del bianco · d2 pedone del bianco · f2 pedone del bianco · g2 pedone del bianco · a1 torre del bianco · b1 cavallo del bianco · c1 alfiere del bianco · d1 donna del bianco · f1 torre del bianco · g1 re del bianco | a8 torre del nero · c8 alfiere del nero · d8 donna del nero · e8 re del nero · f8 alfiere del nero · h8 torre del nero · a7 pedone del nero · b7 pedone del nero · c7 pedone del nero · f7 pedone del nero · g7 pedone del nero · c6 pedone del nero · e5 pedone del nero · h5 pedone del nero · e4 pedone del bianco · g4 cavallo del nero · f3 cavallo del bianco · h3 pedone del bianco · a2 pedone del bianco · b2 pedone del bianco · c2 pedone del bianco · d2 pedone del bianco · f2 pedone del bianco · g2 pedone del bianco · a1 torre del bianco · b1 cavallo del bianco · c1 alfiere del bianco · d1 donna del bianco · f1 torre del bianco · g1 re del bianco | a8 torre del nero · c8 alfiere del nero · d8 donna del nero · e8 re del nero · f8 alfiere del nero · h8 torre del nero · a7 pedone del nero · b7 pedone del nero · c7 pedone del nero · f7 pedone del nero · g7 pedone del nero · c6 pedone del nero · e5 pedone del nero · h5 pedone del nero · e4 pedone del bianco · g4 cavallo del nero · f3 cavallo del bianco · h3 pedone del bianco · a2 pedone del bianco · b2 pedone del bianco · c2 pedone del bianco · d2 pedone del bianco · f2 pedone del bianco · g2 pedone del bianco · a1 torre del bianco · b1 cavallo del bianco · c1 alfiere del bianco · d1 donna del bianco · f1 torre del bianco · g1 re del bianco | a8 torre del nero · c8 alfiere del nero · d8 donna del nero · e8 re del nero · f8 alfiere del nero · h8 torre del nero · a7 pedone del nero · b7 pedone del nero · c7 pedone del nero · f7 pedone del nero · g7 pedone del nero · c6 pedone del nero · e5 pedone del nero · h5 pedone del nero · e4 pedone del bianco · g4 cavallo del nero · f3 cavallo del bianco · h3 pedone del bianco · a2 pedone del bianco · b2 pedone del bianco · c2 pedone del bianco · d2 pedone del bianco · f2 pedone del bianco · g2 pedone del bianco · a1 torre del bianco · b1 cavallo del bianco · c1 alfiere del bianco · d1 donna del bianco · f1 torre del bianco · g1 re del bianco | a8 torre del nero · c8 alfiere del nero · d8 donna del nero · e8 re del nero · f8 alfiere del nero · h8 torre del nero · a7 pedone del nero · b7 pedone del nero · c7 pedone del nero · f7 pedone del nero · g7 pedone del nero · c6 pedone del nero · e5 pedone del nero · h5 pedone del nero · e4 pedone del bianco · g4 cavallo del nero · f3 cavallo del bianco · h3 pedone del bianco · a2 pedone del bianco · b2 pedone del bianco · c2 pedone del bianco · d2 pedone del bianco · f2 pedone del bianco · g2 pedone del bianco · a1 torre del bianco · b1 cavallo del bianco · c1 alfiere del bianco · d1 donna del bianco · f1 torre del bianco · g1 re del bianco | a8 torre del nero · c8 alfiere del nero · d8 donna del nero · e8 re del nero · f8 alfiere del nero · h8 torre del nero · a7 pedone del nero · b7 pedone del nero · c7 pedone del nero · f7 pedone del nero · g7 pedone del nero · c6 pedone del nero · e5 pedone del nero · h5 pedone del nero · e4 pedone del bianco · g4 cavallo del nero · f3 cavallo del bianco · h3 pedone del bianco · a2 pedone del bianco · b2 pedone del bianco · c2 pedone del bianco · d2 pedone del bianco · f2 pedone del bianco · g2 pedone del bianco · a1 torre del bianco · b1 cavallo del bianco · c1 alfiere del bianco · d1 donna del bianco · f1 torre del bianco · g1 re del bianco | a8 torre del nero · c8 alfiere del nero · d8 donna del nero · e8 re del nero · f8 alfiere del nero · h8 torre del nero · a7 pedone del nero · b7 pedone del nero · c7 pedone del nero · f7 pedone del nero · g7 pedone del nero · c6 pedone del nero · e5 pedone del nero · h5 pedone del nero · e4 pedone del bianco · g4 cavallo del nero · f3 cavallo del bianco · h3 pedone del bianco · a2 pedone del bianco · b2 pedone del bianco · c2 pedone del bianco · d2 pedone del bianco · f2 pedone del bianco · g2 pedone del bianco · a1 torre del bianco · b1 cavallo del bianco · c1 alfiere del bianco · d1 donna del bianco · f1 torre del bianco · g1 re del bianco | 6 |
| 5 | a8 torre del nero · c8 alfiere del nero · d8 donna del nero · e8 re del nero · f8 alfiere del nero · h8 torre del nero · a7 pedone del nero · b7 pedone del nero · c7 pedone del nero · f7 pedone del nero · g7 pedone del nero · c6 pedone del nero · e5 pedone del nero · h5 pedone del nero · e4 pedone del bianco · g4 cavallo del nero · f3 cavallo del bianco · h3 pedone del bianco · a2 pedone del bianco · b2 pedone del bianco · c2 pedone del bianco · d2 pedone del bianco · f2 pedone del bianco · g2 pedone del bianco · a1 torre del bianco · b1 cavallo del bianco · c1 alfiere del bianco · d1 donna del bianco · f1 torre del bianco · g1 re del bianco | a8 torre del nero · c8 alfiere del nero · d8 donna del nero · e8 re del nero · f8 alfiere del nero · h8 torre del nero · a7 pedone del nero · b7 pedone del nero · c7 pedone del nero · f7 pedone del nero · g7 pedone del nero · c6 pedone del nero · e5 pedone del nero · h5 pedone del nero · e4 pedone del bianco · g4 cavallo del nero · f3 cavallo del bianco · h3 pedone del bianco · a2 pedone del bianco · b2 pedone del bianco · c2 pedone del bianco · d2 pedone del bianco · f2 pedone del bianco · g2 pedone del bianco · a1 torre del bianco · b1 cavallo del bianco · c1 alfiere del bianco · d1 donna del bianco · f1 torre del bianco · g1 re del bianco | a8 torre del nero · c8 alfiere del nero · d8 donna del nero · e8 re del nero · f8 alfiere del nero · h8 torre del nero · a7 pedone del nero · b7 pedone del nero · c7 pedone del nero · f7 pedone del nero · g7 pedone del nero · c6 pedone del nero · e5 pedone del nero · h5 pedone del nero · e4 pedone del bianco · g4 cavallo del nero · f3 cavallo del bianco · h3 pedone del bianco · a2 pedone del bianco · b2 pedone del bianco · c2 pedone del bianco · d2 pedone del bianco · f2 pedone del bianco · g2 pedone del bianco · a1 torre del bianco · b1 cavallo del bianco · c1 alfiere del bianco · d1 donna del bianco · f1 torre del bianco · g1 re del bianco | a8 torre del nero · c8 alfiere del nero · d8 donna del nero · e8 re del nero · f8 alfiere del nero · h8 torre del nero · a7 pedone del nero · b7 pedone del nero · c7 pedone del nero · f7 pedone del nero · g7 pedone del nero · c6 pedone del nero · e5 pedone del nero · h5 pedone del nero · e4 pedone del bianco · g4 cavallo del nero · f3 cavallo del bianco · h3 pedone del bianco · a2 pedone del bianco · b2 pedone del bianco · c2 pedone del bianco · d2 pedone del bianco · f2 pedone del bianco · g2 pedone del bianco · a1 torre del bianco · b1 cavallo del bianco · c1 alfiere del bianco · d1 donna del bianco · f1 torre del bianco · g1 re del bianco | a8 torre del nero · c8 alfiere del nero · d8 donna del nero · e8 re del nero · f8 alfiere del nero · h8 torre del nero · a7 pedone del nero · b7 pedone del nero · c7 pedone del nero · f7 pedone del nero · g7 pedone del nero · c6 pedone del nero · e5 pedone del nero · h5 pedone del nero · e4 pedone del bianco · g4 cavallo del nero · f3 cavallo del bianco · h3 pedone del bianco · a2 pedone del bianco · b2 pedone del bianco · c2 pedone del bianco · d2 pedone del bianco · f2 pedone del bianco · g2 pedone del bianco · a1 torre del bianco · b1 cavallo del bianco · c1 alfiere del bianco · d1 donna del bianco · f1 torre del bianco · g1 re del bianco | a8 torre del nero · c8 alfiere del nero · d8 donna del nero · e8 re del nero · f8 alfiere del nero · h8 torre del nero · a7 pedone del nero · b7 pedone del nero · c7 pedone del nero · f7 pedone del nero · g7 pedone del nero · c6 pedone del nero · e5 pedone del nero · h5 pedone del nero · e4 pedone del bianco · g4 cavallo del nero · f3 cavallo del bianco · h3 pedone del bianco · a2 pedone del bianco · b2 pedone del bianco · c2 pedone del bianco · d2 pedone del bianco · f2 pedone del bianco · g2 pedone del bianco · a1 torre del bianco · b1 cavallo del bianco · c1 alfiere del bianco · d1 donna del bianco · f1 torre del bianco · g1 re del bianco | a8 torre del nero · c8 alfiere del nero · d8 donna del nero · e8 re del nero · f8 alfiere del nero · h8 torre del nero · a7 pedone del nero · b7 pedone del nero · c7 pedone del nero · f7 pedone del nero · g7 pedone del nero · c6 pedone del nero · e5 pedone del nero · h5 pedone del nero · e4 pedone del bianco · g4 cavallo del nero · f3 cavallo del bianco · h3 pedone del bianco · a2 pedone del bianco · b2 pedone del bianco · c2 pedone del bianco · d2 pedone del bianco · f2 pedone del bianco · g2 pedone del bianco · a1 torre del bianco · b1 cavallo del bianco · c1 alfiere del bianco · d1 donna del bianco · f1 torre del bianco · g1 re del bianco | a8 torre del nero · c8 alfiere del nero · d8 donna del nero · e8 re del nero · f8 alfiere del nero · h8 torre del nero · a7 pedone del nero · b7 pedone del nero · c7 pedone del nero · f7 pedone del nero · g7 pedone del nero · c6 pedone del nero · e5 pedone del nero · h5 pedone del nero · e4 pedone del bianco · g4 cavallo del nero · f3 cavallo del bianco · h3 pedone del bianco · a2 pedone del bianco · b2 pedone del bianco · c2 pedone del bianco · d2 pedone del bianco · f2 pedone del bianco · g2 pedone del bianco · a1 torre del bianco · b1 cavallo del bianco · c1 alfiere del bianco · d1 donna del bianco · f1 torre del bianco · g1 re del bianco | 5 |
| 4 | a8 torre del nero · c8 alfiere del nero · d8 donna del nero · e8 re del nero · f8 alfiere del nero · h8 torre del nero · a7 pedone del nero · b7 pedone del nero · c7 pedone del nero · f7 pedone del nero · g7 pedone del nero · c6 pedone del nero · e5 pedone del nero · h5 pedone del nero · e4 pedone del bianco · g4 cavallo del nero · f3 cavallo del bianco · h3 pedone del bianco · a2 pedone del bianco · b2 pedone del bianco · c2 pedone del bianco · d2 pedone del bianco · f2 pedone del bianco · g2 pedone del bianco · a1 torre del bianco · b1 cavallo del bianco · c1 alfiere del bianco · d1 donna del bianco · f1 torre del bianco · g1 re del bianco | a8 torre del nero · c8 alfiere del nero · d8 donna del nero · e8 re del nero · f8 alfiere del nero · h8 torre del nero · a7 pedone del nero · b7 pedone del nero · c7 pedone del nero · f7 pedone del nero · g7 pedone del nero · c6 pedone del nero · e5 pedone del nero · h5 pedone del nero · e4 pedone del bianco · g4 cavallo del nero · f3 cavallo del bianco · h3 pedone del bianco · a2 pedone del bianco · b2 pedone del bianco · c2 pedone del bianco · d2 pedone del bianco · f2 pedone del bianco · g2 pedone del bianco · a1 torre del bianco · b1 cavallo del bianco · c1 alfiere del bianco · d1 donna del bianco · f1 torre del bianco · g1 re del bianco | a8 torre del nero · c8 alfiere del nero · d8 donna del nero · e8 re del nero · f8 alfiere del nero · h8 torre del nero · a7 pedone del nero · b7 pedone del nero · c7 pedone del nero · f7 pedone del nero · g7 pedone del nero · c6 pedone del nero · e5 pedone del nero · h5 pedone del nero · e4 pedone del bianco · g4 cavallo del nero · f3 cavallo del bianco · h3 pedone del bianco · a2 pedone del bianco · b2 pedone del bianco · c2 pedone del bianco · d2 pedone del bianco · f2 pedone del bianco · g2 pedone del bianco · a1 torre del bianco · b1 cavallo del bianco · c1 alfiere del bianco · d1 donna del bianco · f1 torre del bianco · g1 re del bianco | a8 torre del nero · c8 alfiere del nero · d8 donna del nero · e8 re del nero · f8 alfiere del nero · h8 torre del nero · a7 pedone del nero · b7 pedone del nero · c7 pedone del nero · f7 pedone del nero · g7 pedone del nero · c6 pedone del nero · e5 pedone del nero · h5 pedone del nero · e4 pedone del bianco · g4 cavallo del nero · f3 cavallo del bianco · h3 pedone del bianco · a2 pedone del bianco · b2 pedone del bianco · c2 pedone del bianco · d2 pedone del bianco · f2 pedone del bianco · g2 pedone del bianco · a1 torre del bianco · b1 cavallo del bianco · c1 alfiere del bianco · d1 donna del bianco · f1 torre del bianco · g1 re del bianco | a8 torre del nero · c8 alfiere del nero · d8 donna del nero · e8 re del nero · f8 alfiere del nero · h8 torre del nero · a7 pedone del nero · b7 pedone del nero · c7 pedone del nero · f7 pedone del nero · g7 pedone del nero · c6 pedone del nero · e5 pedone del nero · h5 pedone del nero · e4 pedone del bianco · g4 cavallo del nero · f3 cavallo del bianco · h3 pedone del bianco · a2 pedone del bianco · b2 pedone del bianco · c2 pedone del bianco · d2 pedone del bianco · f2 pedone del bianco · g2 pedone del bianco · a1 torre del bianco · b1 cavallo del bianco · c1 alfiere del bianco · d1 donna del bianco · f1 torre del bianco · g1 re del bianco | a8 torre del nero · c8 alfiere del nero · d8 donna del nero · e8 re del nero · f8 alfiere del nero · h8 torre del nero · a7 pedone del nero · b7 pedone del nero · c7 pedone del nero · f7 pedone del nero · g7 pedone del nero · c6 pedone del nero · e5 pedone del nero · h5 pedone del nero · e4 pedone del bianco · g4 cavallo del nero · f3 cavallo del bianco · h3 pedone del bianco · a2 pedone del bianco · b2 pedone del bianco · c2 pedone del bianco · d2 pedone del bianco · f2 pedone del bianco · g2 pedone del bianco · a1 torre del bianco · b1 cavallo del bianco · c1 alfiere del bianco · d1 donna del bianco · f1 torre del bianco · g1 re del bianco | a8 torre del nero · c8 alfiere del nero · d8 donna del nero · e8 re del nero · f8 alfiere del nero · h8 torre del nero · a7 pedone del nero · b7 pedone del nero · c7 pedone del nero · f7 pedone del nero · g7 pedone del nero · c6 pedone del nero · e5 pedone del nero · h5 pedone del nero · e4 pedone del bianco · g4 cavallo del nero · f3 cavallo del bianco · h3 pedone del bianco · a2 pedone del bianco · b2 pedone del bianco · c2 pedone del bianco · d2 pedone del bianco · f2 pedone del bianco · g2 pedone del bianco · a1 torre del bianco · b1 cavallo del bianco · c1 alfiere del bianco · d1 donna del bianco · f1 torre del bianco · g1 re del bianco | a8 torre del nero · c8 alfiere del nero · d8 donna del nero · e8 re del nero · f8 alfiere del nero · h8 torre del nero · a7 pedone del nero · b7 pedone del nero · c7 pedone del nero · f7 pedone del nero · g7 pedone del nero · c6 pedone del nero · e5 pedone del nero · h5 pedone del nero · e4 pedone del bianco · g4 cavallo del nero · f3 cavallo del bianco · h3 pedone del bianco · a2 pedone del bianco · b2 pedone del bianco · c2 pedone del bianco · d2 pedone del bianco · f2 pedone del bianco · g2 pedone del bianco · a1 torre del bianco · b1 cavallo del bianco · c1 alfiere del bianco · d1 donna del bianco · f1 torre del bianco · g1 re del bianco | 4 |
| 3 | a8 torre del nero · c8 alfiere del nero · d8 donna del nero · e8 re del nero · f8 alfiere del nero · h8 torre del nero · a7 pedone del nero · b7 pedone del nero · c7 pedone del nero · f7 pedone del nero · g7 pedone del nero · c6 pedone del nero · e5 pedone del nero · h5 pedone del nero · e4 pedone del bianco · g4 cavallo del nero · f3 cavallo del bianco · h3 pedone del bianco · a2 pedone del bianco · b2 pedone del bianco · c2 pedone del bianco · d2 pedone del bianco · f2 pedone del bianco · g2 pedone del bianco · a1 torre del bianco · b1 cavallo del bianco · c1 alfiere del bianco · d1 donna del bianco · f1 torre del bianco · g1 re del bianco | a8 torre del nero · c8 alfiere del nero · d8 donna del nero · e8 re del nero · f8 alfiere del nero · h8 torre del nero · a7 pedone del nero · b7 pedone del nero · c7 pedone del nero · f7 pedone del nero · g7 pedone del nero · c6 pedone del nero · e5 pedone del nero · h5 pedone del nero · e4 pedone del bianco · g4 cavallo del nero · f3 cavallo del bianco · h3 pedone del bianco · a2 pedone del bianco · b2 pedone del bianco · c2 pedone del bianco · d2 pedone del bianco · f2 pedone del bianco · g2 pedone del bianco · a1 torre del bianco · b1 cavallo del bianco · c1 alfiere del bianco · d1 donna del bianco · f1 torre del bianco · g1 re del bianco | a8 torre del nero · c8 alfiere del nero · d8 donna del nero · e8 re del nero · f8 alfiere del nero · h8 torre del nero · a7 pedone del nero · b7 pedone del nero · c7 pedone del nero · f7 pedone del nero · g7 pedone del nero · c6 pedone del nero · e5 pedone del nero · h5 pedone del nero · e4 pedone del bianco · g4 cavallo del nero · f3 cavallo del bianco · h3 pedone del bianco · a2 pedone del bianco · b2 pedone del bianco · c2 pedone del bianco · d2 pedone del bianco · f2 pedone del bianco · g2 pedone del bianco · a1 torre del bianco · b1 cavallo del bianco · c1 alfiere del bianco · d1 donna del bianco · f1 torre del bianco · g1 re del bianco | a8 torre del nero · c8 alfiere del nero · d8 donna del nero · e8 re del nero · f8 alfiere del nero · h8 torre del nero · a7 pedone del nero · b7 pedone del nero · c7 pedone del nero · f7 pedone del nero · g7 pedone del nero · c6 pedone del nero · e5 pedone del nero · h5 pedone del nero · e4 pedone del bianco · g4 cavallo del nero · f3 cavallo del bianco · h3 pedone del bianco · a2 pedone del bianco · b2 pedone del bianco · c2 pedone del bianco · d2 pedone del bianco · f2 pedone del bianco · g2 pedone del bianco · a1 torre del bianco · b1 cavallo del bianco · c1 alfiere del bianco · d1 donna del bianco · f1 torre del bianco · g1 re del bianco | a8 torre del nero · c8 alfiere del nero · d8 donna del nero · e8 re del nero · f8 alfiere del nero · h8 torre del nero · a7 pedone del nero · b7 pedone del nero · c7 pedone del nero · f7 pedone del nero · g7 pedone del nero · c6 pedone del nero · e5 pedone del nero · h5 pedone del nero · e4 pedone del bianco · g4 cavallo del nero · f3 cavallo del bianco · h3 pedone del bianco · a2 pedone del bianco · b2 pedone del bianco · c2 pedone del bianco · d2 pedone del bianco · f2 pedone del bianco · g2 pedone del bianco · a1 torre del bianco · b1 cavallo del bianco · c1 alfiere del bianco · d1 donna del bianco · f1 torre del bianco · g1 re del bianco | a8 torre del nero · c8 alfiere del nero · d8 donna del nero · e8 re del nero · f8 alfiere del nero · h8 torre del nero · a7 pedone del nero · b7 pedone del nero · c7 pedone del nero · f7 pedone del nero · g7 pedone del nero · c6 pedone del nero · e5 pedone del nero · h5 pedone del nero · e4 pedone del bianco · g4 cavallo del nero · f3 cavallo del bianco · h3 pedone del bianco · a2 pedone del bianco · b2 pedone del bianco · c2 pedone del bianco · d2 pedone del bianco · f2 pedone del bianco · g2 pedone del bianco · a1 torre del bianco · b1 cavallo del bianco · c1 alfiere del bianco · d1 donna del bianco · f1 torre del bianco · g1 re del bianco | a8 torre del nero · c8 alfiere del nero · d8 donna del nero · e8 re del nero · f8 alfiere del nero · h8 torre del nero · a7 pedone del nero · b7 pedone del nero · c7 pedone del nero · f7 pedone del nero · g7 pedone del nero · c6 pedone del nero · e5 pedone del nero · h5 pedone del nero · e4 pedone del bianco · g4 cavallo del nero · f3 cavallo del bianco · h3 pedone del bianco · a2 pedone del bianco · b2 pedone del bianco · c2 pedone del bianco · d2 pedone del bianco · f2 pedone del bianco · g2 pedone del bianco · a1 torre del bianco · b1 cavallo del bianco · c1 alfiere del bianco · d1 donna del bianco · f1 torre del bianco · g1 re del bianco | a8 torre del nero · c8 alfiere del nero · d8 donna del nero · e8 re del nero · f8 alfiere del nero · h8 torre del nero · a7 pedone del nero · b7 pedone del nero · c7 pedone del nero · f7 pedone del nero · g7 pedone del nero · c6 pedone del nero · e5 pedone del nero · h5 pedone del nero · e4 pedone del bianco · g4 cavallo del nero · f3 cavallo del bianco · h3 pedone del bianco · a2 pedone del bianco · b2 pedone del bianco · c2 pedone del bianco · d2 pedone del bianco · f2 pedone del bianco · g2 pedone del bianco · a1 torre del bianco · b1 cavallo del bianco · c1 alfiere del bianco · d1 donna del bianco · f1 torre del bianco · g1 re del bianco | 3 |
| 2 | a8 torre del nero · c8 alfiere del nero · d8 donna del nero · e8 re del nero · f8 alfiere del nero · h8 torre del nero · a7 pedone del nero · b7 pedone del nero · c7 pedone del nero · f7 pedone del nero · g7 pedone del nero · c6 pedone del nero · e5 pedone del nero · h5 pedone del nero · e4 pedone del bianco · g4 cavallo del nero · f3 cavallo del bianco · h3 pedone del bianco · a2 pedone del bianco · b2 pedone del bianco · c2 pedone del bianco · d2 pedone del bianco · f2 pedone del bianco · g2 pedone del bianco · a1 torre del bianco · b1 cavallo del bianco · c1 alfiere del bianco · d1 donna del bianco · f1 torre del bianco · g1 re del bianco | a8 torre del nero · c8 alfiere del nero · d8 donna del nero · e8 re del nero · f8 alfiere del nero · h8 torre del nero · a7 pedone del nero · b7 pedone del nero · c7 pedone del nero · f7 pedone del nero · g7 pedone del nero · c6 pedone del nero · e5 pedone del nero · h5 pedone del nero · e4 pedone del bianco · g4 cavallo del nero · f3 cavallo del bianco · h3 pedone del bianco · a2 pedone del bianco · b2 pedone del bianco · c2 pedone del bianco · d2 pedone del bianco · f2 pedone del bianco · g2 pedone del bianco · a1 torre del bianco · b1 cavallo del bianco · c1 alfiere del bianco · d1 donna del bianco · f1 torre del bianco · g1 re del bianco | a8 torre del nero · c8 alfiere del nero · d8 donna del nero · e8 re del nero · f8 alfiere del nero · h8 torre del nero · a7 pedone del nero · b7 pedone del nero · c7 pedone del nero · f7 pedone del nero · g7 pedone del nero · c6 pedone del nero · e5 pedone del nero · h5 pedone del nero · e4 pedone del bianco · g4 cavallo del nero · f3 cavallo del bianco · h3 pedone del bianco · a2 pedone del bianco · b2 pedone del bianco · c2 pedone del bianco · d2 pedone del bianco · f2 pedone del bianco · g2 pedone del bianco · a1 torre del bianco · b1 cavallo del bianco · c1 alfiere del bianco · d1 donna del bianco · f1 torre del bianco · g1 re del bianco | a8 torre del nero · c8 alfiere del nero · d8 donna del nero · e8 re del nero · f8 alfiere del nero · h8 torre del nero · a7 pedone del nero · b7 pedone del nero · c7 pedone del nero · f7 pedone del nero · g7 pedone del nero · c6 pedone del nero · e5 pedone del nero · h5 pedone del nero · e4 pedone del bianco · g4 cavallo del nero · f3 cavallo del bianco · h3 pedone del bianco · a2 pedone del bianco · b2 pedone del bianco · c2 pedone del bianco · d2 pedone del bianco · f2 pedone del bianco · g2 pedone del bianco · a1 torre del bianco · b1 cavallo del bianco · c1 alfiere del bianco · d1 donna del bianco · f1 torre del bianco · g1 re del bianco | a8 torre del nero · c8 alfiere del nero · d8 donna del nero · e8 re del nero · f8 alfiere del nero · h8 torre del nero · a7 pedone del nero · b7 pedone del nero · c7 pedone del nero · f7 pedone del nero · g7 pedone del nero · c6 pedone del nero · e5 pedone del nero · h5 pedone del nero · e4 pedone del bianco · g4 cavallo del nero · f3 cavallo del bianco · h3 pedone del bianco · a2 pedone del bianco · b2 pedone del bianco · c2 pedone del bianco · d2 pedone del bianco · f2 pedone del bianco · g2 pedone del bianco · a1 torre del bianco · b1 cavallo del bianco · c1 alfiere del bianco · d1 donna del bianco · f1 torre del bianco · g1 re del bianco | a8 torre del nero · c8 alfiere del nero · d8 donna del nero · e8 re del nero · f8 alfiere del nero · h8 torre del nero · a7 pedone del nero · b7 pedone del nero · c7 pedone del nero · f7 pedone del nero · g7 pedone del nero · c6 pedone del nero · e5 pedone del nero · h5 pedone del nero · e4 pedone del bianco · g4 cavallo del nero · f3 cavallo del bianco · h3 pedone del bianco · a2 pedone del bianco · b2 pedone del bianco · c2 pedone del bianco · d2 pedone del bianco · f2 pedone del bianco · g2 pedone del bianco · a1 torre del bianco · b1 cavallo del bianco · c1 alfiere del bianco · d1 donna del bianco · f1 torre del bianco · g1 re del bianco | a8 torre del nero · c8 alfiere del nero · d8 donna del nero · e8 re del nero · f8 alfiere del nero · h8 torre del nero · a7 pedone del nero · b7 pedone del nero · c7 pedone del nero · f7 pedone del nero · g7 pedone del nero · c6 pedone del nero · e5 pedone del nero · h5 pedone del nero · e4 pedone del bianco · g4 cavallo del nero · f3 cavallo del bianco · h3 pedone del bianco · a2 pedone del bianco · b2 pedone del bianco · c2 pedone del bianco · d2 pedone del bianco · f2 pedone del bianco · g2 pedone del bianco · a1 torre del bianco · b1 cavallo del bianco · c1 alfiere del bianco · d1 donna del bianco · f1 torre del bianco · g1 re del bianco | a8 torre del nero · c8 alfiere del nero · d8 donna del nero · e8 re del nero · f8 alfiere del nero · h8 torre del nero · a7 pedone del nero · b7 pedone del nero · c7 pedone del nero · f7 pedone del nero · g7 pedone del nero · c6 pedone del nero · e5 pedone del nero · h5 pedone del nero · e4 pedone del bianco · g4 cavallo del nero · f3 cavallo del bianco · h3 pedone del bianco · a2 pedone del bianco · b2 pedone del bianco · c2 pedone del bianco · d2 pedone del bianco · f2 pedone del bianco · g2 pedone del bianco · a1 torre del bianco · b1 cavallo del bianco · c1 alfiere del bianco · d1 donna del bianco · f1 torre del bianco · g1 re del bianco | 2 |
| 1 | a8 torre del nero · c8 alfiere del nero · d8 donna del nero · e8 re del nero · f8 alfiere del nero · h8 torre del nero · a7 pedone del nero · b7 pedone del nero · c7 pedone del nero · f7 pedone del nero · g7 pedone del nero · c6 pedone del nero · e5 pedone del nero · h5 pedone del nero · e4 pedone del bianco · g4 cavallo del nero · f3 cavallo del bianco · h3 pedone del bianco · a2 pedone del bianco · b2 pedone del bianco · c2 pedone del bianco · d2 pedone del bianco · f2 pedone del bianco · g2 pedone del bianco · a1 torre del bianco · b1 cavallo del bianco · c1 alfiere del bianco · d1 donna del bianco · f1 torre del bianco · g1 re del bianco | a8 torre del nero · c8 alfiere del nero · d8 donna del nero · e8 re del nero · f8 alfiere del nero · h8 torre del nero · a7 pedone del nero · b7 pedone del nero · c7 pedone del nero · f7 pedone del nero · g7 pedone del nero · c6 pedone del nero · e5 pedone del nero · h5 pedone del nero · e4 pedone del bianco · g4 cavallo del nero · f3 cavallo del bianco · h3 pedone del bianco · a2 pedone del bianco · b2 pedone del bianco · c2 pedone del bianco · d2 pedone del bianco · f2 pedone del bianco · g2 pedone del bianco · a1 torre del bianco · b1 cavallo del bianco · c1 alfiere del bianco · d1 donna del bianco · f1 torre del bianco · g1 re del bianco | a8 torre del nero · c8 alfiere del nero · d8 donna del nero · e8 re del nero · f8 alfiere del nero · h8 torre del nero · a7 pedone del nero · b7 pedone del nero · c7 pedone del nero · f7 pedone del nero · g7 pedone del nero · c6 pedone del nero · e5 pedone del nero · h5 pedone del nero · e4 pedone del bianco · g4 cavallo del nero · f3 cavallo del bianco · h3 pedone del bianco · a2 pedone del bianco · b2 pedone del bianco · c2 pedone del bianco · d2 pedone del bianco · f2 pedone del bianco · g2 pedone del bianco · a1 torre del bianco · b1 cavallo del bianco · c1 alfiere del bianco · d1 donna del bianco · f1 torre del bianco · g1 re del bianco | a8 torre del nero · c8 alfiere del nero · d8 donna del nero · e8 re del nero · f8 alfiere del nero · h8 torre del nero · a7 pedone del nero · b7 pedone del nero · c7 pedone del nero · f7 pedone del nero · g7 pedone del nero · c6 pedone del nero · e5 pedone del nero · h5 pedone del nero · e4 pedone del bianco · g4 cavallo del nero · f3 cavallo del bianco · h3 pedone del bianco · a2 pedone del bianco · b2 pedone del bianco · c2 pedone del bianco · d2 pedone del bianco · f2 pedone del bianco · g2 pedone del bianco · a1 torre del bianco · b1 cavallo del bianco · c1 alfiere del bianco · d1 donna del bianco · f1 torre del bianco · g1 re del bianco | a8 torre del nero · c8 alfiere del nero · d8 donna del nero · e8 re del nero · f8 alfiere del nero · h8 torre del nero · a7 pedone del nero · b7 pedone del nero · c7 pedone del nero · f7 pedone del nero · g7 pedone del nero · c6 pedone del nero · e5 pedone del nero · h5 pedone del nero · e4 pedone del bianco · g4 cavallo del nero · f3 cavallo del bianco · h3 pedone del bianco · a2 pedone del bianco · b2 pedone del bianco · c2 pedone del bianco · d2 pedone del bianco · f2 pedone del bianco · g2 pedone del bianco · a1 torre del bianco · b1 cavallo del bianco · c1 alfiere del bianco · d1 donna del bianco · f1 torre del bianco · g1 re del bianco | a8 torre del nero · c8 alfiere del nero · d8 donna del nero · e8 re del nero · f8 alfiere del nero · h8 torre del nero · a7 pedone del nero · b7 pedone del nero · c7 pedone del nero · f7 pedone del nero · g7 pedone del nero · c6 pedone del nero · e5 pedone del nero · h5 pedone del nero · e4 pedone del bianco · g4 cavallo del nero · f3 cavallo del bianco · h3 pedone del bianco · a2 pedone del bianco · b2 pedone del bianco · c2 pedone del bianco · d2 pedone del bianco · f2 pedone del bianco · g2 pedone del bianco · a1 torre del bianco · b1 cavallo del bianco · c1 alfiere del bianco · d1 donna del bianco · f1 torre del bianco · g1 re del bianco | a8 torre del nero · c8 alfiere del nero · d8 donna del nero · e8 re del nero · f8 alfiere del nero · h8 torre del nero · a7 pedone del nero · b7 pedone del nero · c7 pedone del nero · f7 pedone del nero · g7 pedone del nero · c6 pedone del nero · e5 pedone del nero · h5 pedone del nero · e4 pedone del bianco · g4 cavallo del nero · f3 cavallo del bianco · h3 pedone del bianco · a2 pedone del bianco · b2 pedone del bianco · c2 pedone del bianco · d2 pedone del bianco · f2 pedone del bianco · g2 pedone del bianco · a1 torre del bianco · b1 cavallo del bianco · c1 alfiere del bianco · d1 donna del bianco · f1 torre del bianco · g1 re del bianco | a8 torre del nero · c8 alfiere del nero · d8 donna del nero · e8 re del nero · f8 alfiere del nero · h8 torre del nero · a7 pedone del nero · b7 pedone del nero · c7 pedone del nero · f7 pedone del nero · g7 pedone del nero · c6 pedone del nero · e5 pedone del nero · h5 pedone del nero · e4 pedone del bianco · g4 cavallo del nero · f3 cavallo del bianco · h3 pedone del bianco · a2 pedone del bianco · b2 pedone del bianco · c2 pedone del bianco · d2 pedone del bianco · f2 pedone del bianco · g2 pedone del bianco · a1 torre del bianco · b1 cavallo del bianco · c1 alfiere del bianco · d1 donna del bianco · f1 torre del bianco · g1 re del bianco | 1 |
|   | a | b | c | d | e | f | g | h |   |

Come detto in precedenza, si può ottenere una posizione simile, con le stesse tattiche anche partendo dalla variante di cambio, con la sequenza: 
1.e4 e5
2.Cf3 Cc6
3.Ab5 Cf6
4.Axc6 dxc6
5.O-O Cg4
6.h3 h5

## Altre situazioni simili
La tattica di base che sta alla base della trappola si può applicare anche in molte altre posizioni che si sviluppano durante il medio-gioco, sia per il Bianco che per il Nero.
|   | a | b | c | d | e | f | g | h |   |
| 8 | a8 torre del nero · d8 donna del nero · e8 re del nero · h8 torre del nero · b7 pedone del nero · c7 alfiere del nero · d7 cavallo del nero · f7 pedone del nero · g7 pedone del nero · a6 pedone del nero · c6 pedone del nero · e6 pedone del nero · c5 pedone del bianco · d5 pedone del nero · f5 alfiere del nero · h5 pedone del nero · a4 pedone del bianco · b4 pedone del bianco · d4 pedone del bianco · g4 cavallo del nero · c3 cavallo del bianco · e3 pedone del bianco · f3 cavallo del bianco · h3 pedone del bianco · e2 alfiere del bianco · f2 pedone del bianco · g2 pedone del bianco · a1 torre del bianco · c1 alfiere del bianco · d1 donna del bianco · f1 torre del bianco · g1 re del bianco | a8 torre del nero · d8 donna del nero · e8 re del nero · h8 torre del nero · b7 pedone del nero · c7 alfiere del nero · d7 cavallo del nero · f7 pedone del nero · g7 pedone del nero · a6 pedone del nero · c6 pedone del nero · e6 pedone del nero · c5 pedone del bianco · d5 pedone del nero · f5 alfiere del nero · h5 pedone del nero · a4 pedone del bianco · b4 pedone del bianco · d4 pedone del bianco · g4 cavallo del nero · c3 cavallo del bianco · e3 pedone del bianco · f3 cavallo del bianco · h3 pedone del bianco · e2 alfiere del bianco · f2 pedone del bianco · g2 pedone del bianco · a1 torre del bianco · c1 alfiere del bianco · d1 donna del bianco · f1 torre del bianco · g1 re del bianco | a8 torre del nero · d8 donna del nero · e8 re del nero · h8 torre del nero · b7 pedone del nero · c7 alfiere del nero · d7 cavallo del nero · f7 pedone del nero · g7 pedone del nero · a6 pedone del nero · c6 pedone del nero · e6 pedone del nero · c5 pedone del bianco · d5 pedone del nero · f5 alfiere del nero · h5 pedone del nero · a4 pedone del bianco · b4 pedone del bianco · d4 pedone del bianco · g4 cavallo del nero · c3 cavallo del bianco · e3 pedone del bianco · f3 cavallo del bianco · h3 pedone del bianco · e2 alfiere del bianco · f2 pedone del bianco · g2 pedone del bianco · a1 torre del bianco · c1 alfiere del bianco · d1 donna del bianco · f1 torre del bianco · g1 re del bianco | a8 torre del nero · d8 donna del nero · e8 re del nero · h8 torre del nero · b7 pedone del nero · c7 alfiere del nero · d7 cavallo del nero · f7 pedone del nero · g7 pedone del nero · a6 pedone del nero · c6 pedone del nero · e6 pedone del nero · c5 pedone del bianco · d5 pedone del nero · f5 alfiere del nero · h5 pedone del nero · a4 pedone del bianco · b4 pedone del bianco · d4 pedone del bianco · g4 cavallo del nero · c3 cavallo del bianco · e3 pedone del bianco · f3 cavallo del bianco · h3 pedone del bianco · e2 alfiere del bianco · f2 pedone del bianco · g2 pedone del bianco · a1 torre del bianco · c1 alfiere del bianco · d1 donna del bianco · f1 torre del bianco · g1 re del bianco | a8 torre del nero · d8 donna del nero · e8 re del nero · h8 torre del nero · b7 pedone del nero · c7 alfiere del nero · d7 cavallo del nero · f7 pedone del nero · g7 pedone del nero · a6 pedone del nero · c6 pedone del nero · e6 pedone del nero · c5 pedone del bianco · d5 pedone del nero · f5 alfiere del nero · h5 pedone del nero · a4 pedone del bianco · b4 pedone del bianco · d4 pedone del bianco · g4 cavallo del nero · c3 cavallo del bianco · e3 pedone del bianco · f3 cavallo del bianco · h3 pedone del bianco · e2 alfiere del bianco · f2 pedone del bianco · g2 pedone del bianco · a1 torre del bianco · c1 alfiere del bianco · d1 donna del bianco · f1 torre del bianco · g1 re del bianco | a8 torre del nero · d8 donna del nero · e8 re del nero · h8 torre del nero · b7 pedone del nero · c7 alfiere del nero · d7 cavallo del nero · f7 pedone del nero · g7 pedone del nero · a6 pedone del nero · c6 pedone del nero · e6 pedone del nero · c5 pedone del bianco · d5 pedone del nero · f5 alfiere del nero · h5 pedone del nero · a4 pedone del bianco · b4 pedone del bianco · d4 pedone del bianco · g4 cavallo del nero · c3 cavallo del bianco · e3 pedone del bianco · f3 cavallo del bianco · h3 pedone del bianco · e2 alfiere del bianco · f2 pedone del bianco · g2 pedone del bianco · a1 torre del bianco · c1 alfiere del bianco · d1 donna del bianco · f1 torre del bianco · g1 re del bianco | a8 torre del nero · d8 donna del nero · e8 re del nero · h8 torre del nero · b7 pedone del nero · c7 alfiere del nero · d7 cavallo del nero · f7 pedone del nero · g7 pedone del nero · a6 pedone del nero · c6 pedone del nero · e6 pedone del nero · c5 pedone del bianco · d5 pedone del nero · f5 alfiere del nero · h5 pedone del nero · a4 pedone del bianco · b4 pedone del bianco · d4 pedone del bianco · g4 cavallo del nero · c3 cavallo del bianco · e3 pedone del bianco · f3 cavallo del bianco · h3 pedone del bianco · e2 alfiere del bianco · f2 pedone del bianco · g2 pedone del bianco · a1 torre del bianco · c1 alfiere del bianco · d1 donna del bianco · f1 torre del bianco · g1 re del bianco | a8 torre del nero · d8 donna del nero · e8 re del nero · h8 torre del nero · b7 pedone del nero · c7 alfiere del nero · d7 cavallo del nero · f7 pedone del nero · g7 pedone del nero · a6 pedone del nero · c6 pedone del nero · e6 pedone del nero · c5 pedone del bianco · d5 pedone del nero · f5 alfiere del nero · h5 pedone del nero · a4 pedone del bianco · b4 pedone del bianco · d4 pedone del bianco · g4 cavallo del nero · c3 cavallo del bianco · e3 pedone del bianco · f3 cavallo del bianco · h3 pedone del bianco · e2 alfiere del bianco · f2 pedone del bianco · g2 pedone del bianco · a1 torre del bianco · c1 alfiere del bianco · d1 donna del bianco · f1 torre del bianco · g1 re del bianco | 8 |
| 7 | a8 torre del nero · d8 donna del nero · e8 re del nero · h8 torre del nero · b7 pedone del nero · c7 alfiere del nero · d7 cavallo del nero · f7 pedone del nero · g7 pedone del nero · a6 pedone del nero · c6 pedone del nero · e6 pedone del nero · c5 pedone del bianco · d5 pedone del nero · f5 alfiere del nero · h5 pedone del nero · a4 pedone del bianco · b4 pedone del bianco · d4 pedone del bianco · g4 cavallo del nero · c3 cavallo del bianco · e3 pedone del bianco · f3 cavallo del bianco · h3 pedone del bianco · e2 alfiere del bianco · f2 pedone del bianco · g2 pedone del bianco · a1 torre del bianco · c1 alfiere del bianco · d1 donna del bianco · f1 torre del bianco · g1 re del bianco | a8 torre del nero · d8 donna del nero · e8 re del nero · h8 torre del nero · b7 pedone del nero · c7 alfiere del nero · d7 cavallo del nero · f7 pedone del nero · g7 pedone del nero · a6 pedone del nero · c6 pedone del nero · e6 pedone del nero · c5 pedone del bianco · d5 pedone del nero · f5 alfiere del nero · h5 pedone del nero · a4 pedone del bianco · b4 pedone del bianco · d4 pedone del bianco · g4 cavallo del nero · c3 cavallo del bianco · e3 pedone del bianco · f3 cavallo del bianco · h3 pedone del bianco · e2 alfiere del bianco · f2 pedone del bianco · g2 pedone del bianco · a1 torre del bianco · c1 alfiere del bianco · d1 donna del bianco · f1 torre del bianco · g1 re del bianco | a8 torre del nero · d8 donna del nero · e8 re del nero · h8 torre del nero · b7 pedone del nero · c7 alfiere del nero · d7 cavallo del nero · f7 pedone del nero · g7 pedone del nero · a6 pedone del nero · c6 pedone del nero · e6 pedone del nero · c5 pedone del bianco · d5 pedone del nero · f5 alfiere del nero · h5 pedone del nero · a4 pedone del bianco · b4 pedone del bianco · d4 pedone del bianco · g4 cavallo del nero · c3 cavallo del bianco · e3 pedone del bianco · f3 cavallo del bianco · h3 pedone del bianco · e2 alfiere del bianco · f2 pedone del bianco · g2 pedone del bianco · a1 torre del bianco · c1 alfiere del bianco · d1 donna del bianco · f1 torre del bianco · g1 re del bianco | a8 torre del nero · d8 donna del nero · e8 re del nero · h8 torre del nero · b7 pedone del nero · c7 alfiere del nero · d7 cavallo del nero · f7 pedone del nero · g7 pedone del nero · a6 pedone del nero · c6 pedone del nero · e6 pedone del nero · c5 pedone del bianco · d5 pedone del nero · f5 alfiere del nero · h5 pedone del nero · a4 pedone del bianco · b4 pedone del bianco · d4 pedone del bianco · g4 cavallo del nero · c3 cavallo del bianco · e3 pedone del bianco · f3 cavallo del bianco · h3 pedone del bianco · e2 alfiere del bianco · f2 pedone del bianco · g2 pedone del bianco · a1 torre del bianco · c1 alfiere del bianco · d1 donna del bianco · f1 torre del bianco · g1 re del bianco | a8 torre del nero · d8 donna del nero · e8 re del nero · h8 torre del nero · b7 pedone del nero · c7 alfiere del nero · d7 cavallo del nero · f7 pedone del nero · g7 pedone del nero · a6 pedone del nero · c6 pedone del nero · e6 pedone del nero · c5 pedone del bianco · d5 pedone del nero · f5 alfiere del nero · h5 pedone del nero · a4 pedone del bianco · b4 pedone del bianco · d4 pedone del bianco · g4 cavallo del nero · c3 cavallo del bianco · e3 pedone del bianco · f3 cavallo del bianco · h3 pedone del bianco · e2 alfiere del bianco · f2 pedone del bianco · g2 pedone del bianco · a1 torre del bianco · c1 alfiere del bianco · d1 donna del bianco · f1 torre del bianco · g1 re del bianco | a8 torre del nero · d8 donna del nero · e8 re del nero · h8 torre del nero · b7 pedone del nero · c7 alfiere del nero · d7 cavallo del nero · f7 pedone del nero · g7 pedone del nero · a6 pedone del nero · c6 pedone del nero · e6 pedone del nero · c5 pedone del bianco · d5 pedone del nero · f5 alfiere del nero · h5 pedone del nero · a4 pedone del bianco · b4 pedone del bianco · d4 pedone del bianco · g4 cavallo del nero · c3 cavallo del bianco · e3 pedone del bianco · f3 cavallo del bianco · h3 pedone del bianco · e2 alfiere del bianco · f2 pedone del bianco · g2 pedone del bianco · a1 torre del bianco · c1 alfiere del bianco · d1 donna del bianco · f1 torre del bianco · g1 re del bianco | a8 torre del nero · d8 donna del nero · e8 re del nero · h8 torre del nero · b7 pedone del nero · c7 alfiere del nero · d7 cavallo del nero · f7 pedone del nero · g7 pedone del nero · a6 pedone del nero · c6 pedone del nero · e6 pedone del nero · c5 pedone del bianco · d5 pedone del nero · f5 alfiere del nero · h5 pedone del nero · a4 pedone del bianco · b4 pedone del bianco · d4 pedone del bianco · g4 cavallo del nero · c3 cavallo del bianco · e3 pedone del bianco · f3 cavallo del bianco · h3 pedone del bianco · e2 alfiere del bianco · f2 pedone del bianco · g2 pedone del bianco · a1 torre del bianco · c1 alfiere del bianco · d1 donna del bianco · f1 torre del bianco · g1 re del bianco | a8 torre del nero · d8 donna del nero · e8 re del nero · h8 torre del nero · b7 pedone del nero · c7 alfiere del nero · d7 cavallo del nero · f7 pedone del nero · g7 pedone del nero · a6 pedone del nero · c6 pedone del nero · e6 pedone del nero · c5 pedone del bianco · d5 pedone del nero · f5 alfiere del nero · h5 pedone del nero · a4 pedone del bianco · b4 pedone del bianco · d4 pedone del bianco · g4 cavallo del nero · c3 cavallo del bianco · e3 pedone del bianco · f3 cavallo del bianco · h3 pedone del bianco · e2 alfiere del bianco · f2 pedone del bianco · g2 pedone del bianco · a1 torre del bianco · c1 alfiere del bianco · d1 donna del bianco · f1 torre del bianco · g1 re del bianco | 7 |
| 6 | a8 torre del nero · d8 donna del nero · e8 re del nero · h8 torre del nero · b7 pedone del nero · c7 alfiere del nero · d7 cavallo del nero · f7 pedone del nero · g7 pedone del nero · a6 pedone del nero · c6 pedone del nero · e6 pedone del nero · c5 pedone del bianco · d5 pedone del nero · f5 alfiere del nero · h5 pedone del nero · a4 pedone del bianco · b4 pedone del bianco · d4 pedone del bianco · g4 cavallo del nero · c3 cavallo del bianco · e3 pedone del bianco · f3 cavallo del bianco · h3 pedone del bianco · e2 alfiere del bianco · f2 pedone del bianco · g2 pedone del bianco · a1 torre del bianco · c1 alfiere del bianco · d1 donna del bianco · f1 torre del bianco · g1 re del bianco | a8 torre del nero · d8 donna del nero · e8 re del nero · h8 torre del nero · b7 pedone del nero · c7 alfiere del nero · d7 cavallo del nero · f7 pedone del nero · g7 pedone del nero · a6 pedone del nero · c6 pedone del nero · e6 pedone del nero · c5 pedone del bianco · d5 pedone del nero · f5 alfiere del nero · h5 pedone del nero · a4 pedone del bianco · b4 pedone del bianco · d4 pedone del bianco · g4 cavallo del nero · c3 cavallo del bianco · e3 pedone del bianco · f3 cavallo del bianco · h3 pedone del bianco · e2 alfiere del bianco · f2 pedone del bianco · g2 pedone del bianco · a1 torre del bianco · c1 alfiere del bianco · d1 donna del bianco · f1 torre del bianco · g1 re del bianco | a8 torre del nero · d8 donna del nero · e8 re del nero · h8 torre del nero · b7 pedone del nero · c7 alfiere del nero · d7 cavallo del nero · f7 pedone del nero · g7 pedone del nero · a6 pedone del nero · c6 pedone del nero · e6 pedone del nero · c5 pedone del bianco · d5 pedone del nero · f5 alfiere del nero · h5 pedone del nero · a4 pedone del bianco · b4 pedone del bianco · d4 pedone del bianco · g4 cavallo del nero · c3 cavallo del bianco · e3 pedone del bianco · f3 cavallo del bianco · h3 pedone del bianco · e2 alfiere del bianco · f2 pedone del bianco · g2 pedone del bianco · a1 torre del bianco · c1 alfiere del bianco · d1 donna del bianco · f1 torre del bianco · g1 re del bianco | a8 torre del nero · d8 donna del nero · e8 re del nero · h8 torre del nero · b7 pedone del nero · c7 alfiere del nero · d7 cavallo del nero · f7 pedone del nero · g7 pedone del nero · a6 pedone del nero · c6 pedone del nero · e6 pedone del nero · c5 pedone del bianco · d5 pedone del nero · f5 alfiere del nero · h5 pedone del nero · a4 pedone del bianco · b4 pedone del bianco · d4 pedone del bianco · g4 cavallo del nero · c3 cavallo del bianco · e3 pedone del bianco · f3 cavallo del bianco · h3 pedone del bianco · e2 alfiere del bianco · f2 pedone del bianco · g2 pedone del bianco · a1 torre del bianco · c1 alfiere del bianco · d1 donna del bianco · f1 torre del bianco · g1 re del bianco | a8 torre del nero · d8 donna del nero · e8 re del nero · h8 torre del nero · b7 pedone del nero · c7 alfiere del nero · d7 cavallo del nero · f7 pedone del nero · g7 pedone del nero · a6 pedone del nero · c6 pedone del nero · e6 pedone del nero · c5 pedone del bianco · d5 pedone del nero · f5 alfiere del nero · h5 pedone del nero · a4 pedone del bianco · b4 pedone del bianco · d4 pedone del bianco · g4 cavallo del nero · c3 cavallo del bianco · e3 pedone del bianco · f3 cavallo del bianco · h3 pedone del bianco · e2 alfiere del bianco · f2 pedone del bianco · g2 pedone del bianco · a1 torre del bianco · c1 alfiere del bianco · d1 donna del bianco · f1 torre del bianco · g1 re del bianco | a8 torre del nero · d8 donna del nero · e8 re del nero · h8 torre del nero · b7 pedone del nero · c7 alfiere del nero · d7 cavallo del nero · f7 pedone del nero · g7 pedone del nero · a6 pedone del nero · c6 pedone del nero · e6 pedone del nero · c5 pedone del bianco · d5 pedone del nero · f5 alfiere del nero · h5 pedone del nero · a4 pedone del bianco · b4 pedone del bianco · d4 pedone del bianco · g4 cavallo del nero · c3 cavallo del bianco · e3 pedone del bianco · f3 cavallo del bianco · h3 pedone del bianco · e2 alfiere del bianco · f2 pedone del bianco · g2 pedone del bianco · a1 torre del bianco · c1 alfiere del bianco · d1 donna del bianco · f1 torre del bianco · g1 re del bianco | a8 torre del nero · d8 donna del nero · e8 re del nero · h8 torre del nero · b7 pedone del nero · c7 alfiere del nero · d7 cavallo del nero · f7 pedone del nero · g7 pedone del nero · a6 pedone del nero · c6 pedone del nero · e6 pedone del nero · c5 pedone del bianco · d5 pedone del nero · f5 alfiere del nero · h5 pedone del nero · a4 pedone del bianco · b4 pedone del bianco · d4 pedone del bianco · g4 cavallo del nero · c3 cavallo del bianco · e3 pedone del bianco · f3 cavallo del bianco · h3 pedone del bianco · e2 alfiere del bianco · f2 pedone del bianco · g2 pedone del bianco · a1 torre del bianco · c1 alfiere del bianco · d1 donna del bianco · f1 torre del bianco · g1 re del bianco | a8 torre del nero · d8 donna del nero · e8 re del nero · h8 torre del nero · b7 pedone del nero · c7 alfiere del nero · d7 cavallo del nero · f7 pedone del nero · g7 pedone del nero · a6 pedone del nero · c6 pedone del nero · e6 pedone del nero · c5 pedone del bianco · d5 pedone del nero · f5 alfiere del nero · h5 pedone del nero · a4 pedone del bianco · b4 pedone del bianco · d4 pedone del bianco · g4 cavallo del nero · c3 cavallo del bianco · e3 pedone del bianco · f3 cavallo del bianco · h3 pedone del bianco · e2 alfiere del bianco · f2 pedone del bianco · g2 pedone del bianco · a1 torre del bianco · c1 alfiere del bianco · d1 donna del bianco · f1 torre del bianco · g1 re del bianco | 6 |
| 5 | a8 torre del nero · d8 donna del nero · e8 re del nero · h8 torre del nero · b7 pedone del nero · c7 alfiere del nero · d7 cavallo del nero · f7 pedone del nero · g7 pedone del nero · a6 pedone del nero · c6 pedone del nero · e6 pedone del nero · c5 pedone del bianco · d5 pedone del nero · f5 alfiere del nero · h5 pedone del nero · a4 pedone del bianco · b4 pedone del bianco · d4 pedone del bianco · g4 cavallo del nero · c3 cavallo del bianco · e3 pedone del bianco · f3 cavallo del bianco · h3 pedone del bianco · e2 alfiere del bianco · f2 pedone del bianco · g2 pedone del bianco · a1 torre del bianco · c1 alfiere del bianco · d1 donna del bianco · f1 torre del bianco · g1 re del bianco | a8 torre del nero · d8 donna del nero · e8 re del nero · h8 torre del nero · b7 pedone del nero · c7 alfiere del nero · d7 cavallo del nero · f7 pedone del nero · g7 pedone del nero · a6 pedone del nero · c6 pedone del nero · e6 pedone del nero · c5 pedone del bianco · d5 pedone del nero · f5 alfiere del nero · h5 pedone del nero · a4 pedone del bianco · b4 pedone del bianco · d4 pedone del bianco · g4 cavallo del nero · c3 cavallo del bianco · e3 pedone del bianco · f3 cavallo del bianco · h3 pedone del bianco · e2 alfiere del bianco · f2 pedone del bianco · g2 pedone del bianco · a1 torre del bianco · c1 alfiere del bianco · d1 donna del bianco · f1 torre del bianco · g1 re del bianco | a8 torre del nero · d8 donna del nero · e8 re del nero · h8 torre del nero · b7 pedone del nero · c7 alfiere del nero · d7 cavallo del nero · f7 pedone del nero · g7 pedone del nero · a6 pedone del nero · c6 pedone del nero · e6 pedone del nero · c5 pedone del bianco · d5 pedone del nero · f5 alfiere del nero · h5 pedone del nero · a4 pedone del bianco · b4 pedone del bianco · d4 pedone del bianco · g4 cavallo del nero · c3 cavallo del bianco · e3 pedone del bianco · f3 cavallo del bianco · h3 pedone del bianco · e2 alfiere del bianco · f2 pedone del bianco · g2 pedone del bianco · a1 torre del bianco · c1 alfiere del bianco · d1 donna del bianco · f1 torre del bianco · g1 re del bianco | a8 torre del nero · d8 donna del nero · e8 re del nero · h8 torre del nero · b7 pedone del nero · c7 alfiere del nero · d7 cavallo del nero · f7 pedone del nero · g7 pedone del nero · a6 pedone del nero · c6 pedone del nero · e6 pedone del nero · c5 pedone del bianco · d5 pedone del nero · f5 alfiere del nero · h5 pedone del nero · a4 pedone del bianco · b4 pedone del bianco · d4 pedone del bianco · g4 cavallo del nero · c3 cavallo del bianco · e3 pedone del bianco · f3 cavallo del bianco · h3 pedone del bianco · e2 alfiere del bianco · f2 pedone del bianco · g2 pedone del bianco · a1 torre del bianco · c1 alfiere del bianco · d1 donna del bianco · f1 torre del bianco · g1 re del bianco | a8 torre del nero · d8 donna del nero · e8 re del nero · h8 torre del nero · b7 pedone del nero · c7 alfiere del nero · d7 cavallo del nero · f7 pedone del nero · g7 pedone del nero · a6 pedone del nero · c6 pedone del nero · e6 pedone del nero · c5 pedone del bianco · d5 pedone del nero · f5 alfiere del nero · h5 pedone del nero · a4 pedone del bianco · b4 pedone del bianco · d4 pedone del bianco · g4 cavallo del nero · c3 cavallo del bianco · e3 pedone del bianco · f3 cavallo del bianco · h3 pedone del bianco · e2 alfiere del bianco · f2 pedone del bianco · g2 pedone del bianco · a1 torre del bianco · c1 alfiere del bianco · d1 donna del bianco · f1 torre del bianco · g1 re del bianco | a8 torre del nero · d8 donna del nero · e8 re del nero · h8 torre del nero · b7 pedone del nero · c7 alfiere del nero · d7 cavallo del nero · f7 pedone del nero · g7 pedone del nero · a6 pedone del nero · c6 pedone del nero · e6 pedone del nero · c5 pedone del bianco · d5 pedone del nero · f5 alfiere del nero · h5 pedone del nero · a4 pedone del bianco · b4 pedone del bianco · d4 pedone del bianco · g4 cavallo del nero · c3 cavallo del bianco · e3 pedone del bianco · f3 cavallo del bianco · h3 pedone del bianco · e2 alfiere del bianco · f2 pedone del bianco · g2 pedone del bianco · a1 torre del bianco · c1 alfiere del bianco · d1 donna del bianco · f1 torre del bianco · g1 re del bianco | a8 torre del nero · d8 donna del nero · e8 re del nero · h8 torre del nero · b7 pedone del nero · c7 alfiere del nero · d7 cavallo del nero · f7 pedone del nero · g7 pedone del nero · a6 pedone del nero · c6 pedone del nero · e6 pedone del nero · c5 pedone del bianco · d5 pedone del nero · f5 alfiere del nero · h5 pedone del nero · a4 pedone del bianco · b4 pedone del bianco · d4 pedone del bianco · g4 cavallo del nero · c3 cavallo del bianco · e3 pedone del bianco · f3 cavallo del bianco · h3 pedone del bianco · e2 alfiere del bianco · f2 pedone del bianco · g2 pedone del bianco · a1 torre del bianco · c1 alfiere del bianco · d1 donna del bianco · f1 torre del bianco · g1 re del bianco | a8 torre del nero · d8 donna del nero · e8 re del nero · h8 torre del nero · b7 pedone del nero · c7 alfiere del nero · d7 cavallo del nero · f7 pedone del nero · g7 pedone del nero · a6 pedone del nero · c6 pedone del nero · e6 pedone del nero · c5 pedone del bianco · d5 pedone del nero · f5 alfiere del nero · h5 pedone del nero · a4 pedone del bianco · b4 pedone del bianco · d4 pedone del bianco · g4 cavallo del nero · c3 cavallo del bianco · e3 pedone del bianco · f3 cavallo del bianco · h3 pedone del bianco · e2 alfiere del bianco · f2 pedone del bianco · g2 pedone del bianco · a1 torre del bianco · c1 alfiere del bianco · d1 donna del bianco · f1 torre del bianco · g1 re del bianco | 5 |
| 4 | a8 torre del nero · d8 donna del nero · e8 re del nero · h8 torre del nero · b7 pedone del nero · c7 alfiere del nero · d7 cavallo del nero · f7 pedone del nero · g7 pedone del nero · a6 pedone del nero · c6 pedone del nero · e6 pedone del nero · c5 pedone del bianco · d5 pedone del nero · f5 alfiere del nero · h5 pedone del nero · a4 pedone del bianco · b4 pedone del bianco · d4 pedone del bianco · g4 cavallo del nero · c3 cavallo del bianco · e3 pedone del bianco · f3 cavallo del bianco · h3 pedone del bianco · e2 alfiere del bianco · f2 pedone del bianco · g2 pedone del bianco · a1 torre del bianco · c1 alfiere del bianco · d1 donna del bianco · f1 torre del bianco · g1 re del bianco | a8 torre del nero · d8 donna del nero · e8 re del nero · h8 torre del nero · b7 pedone del nero · c7 alfiere del nero · d7 cavallo del nero · f7 pedone del nero · g7 pedone del nero · a6 pedone del nero · c6 pedone del nero · e6 pedone del nero · c5 pedone del bianco · d5 pedone del nero · f5 alfiere del nero · h5 pedone del nero · a4 pedone del bianco · b4 pedone del bianco · d4 pedone del bianco · g4 cavallo del nero · c3 cavallo del bianco · e3 pedone del bianco · f3 cavallo del bianco · h3 pedone del bianco · e2 alfiere del bianco · f2 pedone del bianco · g2 pedone del bianco · a1 torre del bianco · c1 alfiere del bianco · d1 donna del bianco · f1 torre del bianco · g1 re del bianco | a8 torre del nero · d8 donna del nero · e8 re del nero · h8 torre del nero · b7 pedone del nero · c7 alfiere del nero · d7 cavallo del nero · f7 pedone del nero · g7 pedone del nero · a6 pedone del nero · c6 pedone del nero · e6 pedone del nero · c5 pedone del bianco · d5 pedone del nero · f5 alfiere del nero · h5 pedone del nero · a4 pedone del bianco · b4 pedone del bianco · d4 pedone del bianco · g4 cavallo del nero · c3 cavallo del bianco · e3 pedone del bianco · f3 cavallo del bianco · h3 pedone del bianco · e2 alfiere del bianco · f2 pedone del bianco · g2 pedone del bianco · a1 torre del bianco · c1 alfiere del bianco · d1 donna del bianco · f1 torre del bianco · g1 re del bianco | a8 torre del nero · d8 donna del nero · e8 re del nero · h8 torre del nero · b7 pedone del nero · c7 alfiere del nero · d7 cavallo del nero · f7 pedone del nero · g7 pedone del nero · a6 pedone del nero · c6 pedone del nero · e6 pedone del nero · c5 pedone del bianco · d5 pedone del nero · f5 alfiere del nero · h5 pedone del nero · a4 pedone del bianco · b4 pedone del bianco · d4 pedone del bianco · g4 cavallo del nero · c3 cavallo del bianco · e3 pedone del bianco · f3 cavallo del bianco · h3 pedone del bianco · e2 alfiere del bianco · f2 pedone del bianco · g2 pedone del bianco · a1 torre del bianco · c1 alfiere del bianco · d1 donna del bianco · f1 torre del bianco · g1 re del bianco | a8 torre del nero · d8 donna del nero · e8 re del nero · h8 torre del nero · b7 pedone del nero · c7 alfiere del nero · d7 cavallo del nero · f7 pedone del nero · g7 pedone del nero · a6 pedone del nero · c6 pedone del nero · e6 pedone del nero · c5 pedone del bianco · d5 pedone del nero · f5 alfiere del nero · h5 pedone del nero · a4 pedone del bianco · b4 pedone del bianco · d4 pedone del bianco · g4 cavallo del nero · c3 cavallo del bianco · e3 pedone del bianco · f3 cavallo del bianco · h3 pedone del bianco · e2 alfiere del bianco · f2 pedone del bianco · g2 pedone del bianco · a1 torre del bianco · c1 alfiere del bianco · d1 donna del bianco · f1 torre del bianco · g1 re del bianco | a8 torre del nero · d8 donna del nero · e8 re del nero · h8 torre del nero · b7 pedone del nero · c7 alfiere del nero · d7 cavallo del nero · f7 pedone del nero · g7 pedone del nero · a6 pedone del nero · c6 pedone del nero · e6 pedone del nero · c5 pedone del bianco · d5 pedone del nero · f5 alfiere del nero · h5 pedone del nero · a4 pedone del bianco · b4 pedone del bianco · d4 pedone del bianco · g4 cavallo del nero · c3 cavallo del bianco · e3 pedone del bianco · f3 cavallo del bianco · h3 pedone del bianco · e2 alfiere del bianco · f2 pedone del bianco · g2 pedone del bianco · a1 torre del bianco · c1 alfiere del bianco · d1 donna del bianco · f1 torre del bianco · g1 re del bianco | a8 torre del nero · d8 donna del nero · e8 re del nero · h8 torre del nero · b7 pedone del nero · c7 alfiere del nero · d7 cavallo del nero · f7 pedone del nero · g7 pedone del nero · a6 pedone del nero · c6 pedone del nero · e6 pedone del nero · c5 pedone del bianco · d5 pedone del nero · f5 alfiere del nero · h5 pedone del nero · a4 pedone del bianco · b4 pedone del bianco · d4 pedone del bianco · g4 cavallo del nero · c3 cavallo del bianco · e3 pedone del bianco · f3 cavallo del bianco · h3 pedone del bianco · e2 alfiere del bianco · f2 pedone del bianco · g2 pedone del bianco · a1 torre del bianco · c1 alfiere del bianco · d1 donna del bianco · f1 torre del bianco · g1 re del bianco | a8 torre del nero · d8 donna del nero · e8 re del nero · h8 torre del nero · b7 pedone del nero · c7 alfiere del nero · d7 cavallo del nero · f7 pedone del nero · g7 pedone del nero · a6 pedone del nero · c6 pedone del nero · e6 pedone del nero · c5 pedone del bianco · d5 pedone del nero · f5 alfiere del nero · h5 pedone del nero · a4 pedone del bianco · b4 pedone del bianco · d4 pedone del bianco · g4 cavallo del nero · c3 cavallo del bianco · e3 pedone del bianco · f3 cavallo del bianco · h3 pedone del bianco · e2 alfiere del bianco · f2 pedone del bianco · g2 pedone del bianco · a1 torre del bianco · c1 alfiere del bianco · d1 donna del bianco · f1 torre del bianco · g1 re del bianco | 4 |
| 3 | a8 torre del nero · d8 donna del nero · e8 re del nero · h8 torre del nero · b7 pedone del nero · c7 alfiere del nero · d7 cavallo del nero · f7 pedone del nero · g7 pedone del nero · a6 pedone del nero · c6 pedone del nero · e6 pedone del nero · c5 pedone del bianco · d5 pedone del nero · f5 alfiere del nero · h5 pedone del nero · a4 pedone del bianco · b4 pedone del bianco · d4 pedone del bianco · g4 cavallo del nero · c3 cavallo del bianco · e3 pedone del bianco · f3 cavallo del bianco · h3 pedone del bianco · e2 alfiere del bianco · f2 pedone del bianco · g2 pedone del bianco · a1 torre del bianco · c1 alfiere del bianco · d1 donna del bianco · f1 torre del bianco · g1 re del bianco | a8 torre del nero · d8 donna del nero · e8 re del nero · h8 torre del nero · b7 pedone del nero · c7 alfiere del nero · d7 cavallo del nero · f7 pedone del nero · g7 pedone del nero · a6 pedone del nero · c6 pedone del nero · e6 pedone del nero · c5 pedone del bianco · d5 pedone del nero · f5 alfiere del nero · h5 pedone del nero · a4 pedone del bianco · b4 pedone del bianco · d4 pedone del bianco · g4 cavallo del nero · c3 cavallo del bianco · e3 pedone del bianco · f3 cavallo del bianco · h3 pedone del bianco · e2 alfiere del bianco · f2 pedone del bianco · g2 pedone del bianco · a1 torre del bianco · c1 alfiere del bianco · d1 donna del bianco · f1 torre del bianco · g1 re del bianco | a8 torre del nero · d8 donna del nero · e8 re del nero · h8 torre del nero · b7 pedone del nero · c7 alfiere del nero · d7 cavallo del nero · f7 pedone del nero · g7 pedone del nero · a6 pedone del nero · c6 pedone del nero · e6 pedone del nero · c5 pedone del bianco · d5 pedone del nero · f5 alfiere del nero · h5 pedone del nero · a4 pedone del bianco · b4 pedone del bianco · d4 pedone del bianco · g4 cavallo del nero · c3 cavallo del bianco · e3 pedone del bianco · f3 cavallo del bianco · h3 pedone del bianco · e2 alfiere del bianco · f2 pedone del bianco · g2 pedone del bianco · a1 torre del bianco · c1 alfiere del bianco · d1 donna del bianco · f1 torre del bianco · g1 re del bianco | a8 torre del nero · d8 donna del nero · e8 re del nero · h8 torre del nero · b7 pedone del nero · c7 alfiere del nero · d7 cavallo del nero · f7 pedone del nero · g7 pedone del nero · a6 pedone del nero · c6 pedone del nero · e6 pedone del nero · c5 pedone del bianco · d5 pedone del nero · f5 alfiere del nero · h5 pedone del nero · a4 pedone del bianco · b4 pedone del bianco · d4 pedone del bianco · g4 cavallo del nero · c3 cavallo del bianco · e3 pedone del bianco · f3 cavallo del bianco · h3 pedone del bianco · e2 alfiere del bianco · f2 pedone del bianco · g2 pedone del bianco · a1 torre del bianco · c1 alfiere del bianco · d1 donna del bianco · f1 torre del bianco · g1 re del bianco | a8 torre del nero · d8 donna del nero · e8 re del nero · h8 torre del nero · b7 pedone del nero · c7 alfiere del nero · d7 cavallo del nero · f7 pedone del nero · g7 pedone del nero · a6 pedone del nero · c6 pedone del nero · e6 pedone del nero · c5 pedone del bianco · d5 pedone del nero · f5 alfiere del nero · h5 pedone del nero · a4 pedone del bianco · b4 pedone del bianco · d4 pedone del bianco · g4 cavallo del nero · c3 cavallo del bianco · e3 pedone del bianco · f3 cavallo del bianco · h3 pedone del bianco · e2 alfiere del bianco · f2 pedone del bianco · g2 pedone del bianco · a1 torre del bianco · c1 alfiere del bianco · d1 donna del bianco · f1 torre del bianco · g1 re del bianco | a8 torre del nero · d8 donna del nero · e8 re del nero · h8 torre del nero · b7 pedone del nero · c7 alfiere del nero · d7 cavallo del nero · f7 pedone del nero · g7 pedone del nero · a6 pedone del nero · c6 pedone del nero · e6 pedone del nero · c5 pedone del bianco · d5 pedone del nero · f5 alfiere del nero · h5 pedone del nero · a4 pedone del bianco · b4 pedone del bianco · d4 pedone del bianco · g4 cavallo del nero · c3 cavallo del bianco · e3 pedone del bianco · f3 cavallo del bianco · h3 pedone del bianco · e2 alfiere del bianco · f2 pedone del bianco · g2 pedone del bianco · a1 torre del bianco · c1 alfiere del bianco · d1 donna del bianco · f1 torre del bianco · g1 re del bianco | a8 torre del nero · d8 donna del nero · e8 re del nero · h8 torre del nero · b7 pedone del nero · c7 alfiere del nero · d7 cavallo del nero · f7 pedone del nero · g7 pedone del nero · a6 pedone del nero · c6 pedone del nero · e6 pedone del nero · c5 pedone del bianco · d5 pedone del nero · f5 alfiere del nero · h5 pedone del nero · a4 pedone del bianco · b4 pedone del bianco · d4 pedone del bianco · g4 cavallo del nero · c3 cavallo del bianco · e3 pedone del bianco · f3 cavallo del bianco · h3 pedone del bianco · e2 alfiere del bianco · f2 pedone del bianco · g2 pedone del bianco · a1 torre del bianco · c1 alfiere del bianco · d1 donna del bianco · f1 torre del bianco · g1 re del bianco | a8 torre del nero · d8 donna del nero · e8 re del nero · h8 torre del nero · b7 pedone del nero · c7 alfiere del nero · d7 cavallo del nero · f7 pedone del nero · g7 pedone del nero · a6 pedone del nero · c6 pedone del nero · e6 pedone del nero · c5 pedone del bianco · d5 pedone del nero · f5 alfiere del nero · h5 pedone del nero · a4 pedone del bianco · b4 pedone del bianco · d4 pedone del bianco · g4 cavallo del nero · c3 cavallo del bianco · e3 pedone del bianco · f3 cavallo del bianco · h3 pedone del bianco · e2 alfiere del bianco · f2 pedone del bianco · g2 pedone del bianco · a1 torre del bianco · c1 alfiere del bianco · d1 donna del bianco · f1 torre del bianco · g1 re del bianco | 3 |
| 2 | a8 torre del nero · d8 donna del nero · e8 re del nero · h8 torre del nero · b7 pedone del nero · c7 alfiere del nero · d7 cavallo del nero · f7 pedone del nero · g7 pedone del nero · a6 pedone del nero · c6 pedone del nero · e6 pedone del nero · c5 pedone del bianco · d5 pedone del nero · f5 alfiere del nero · h5 pedone del nero · a4 pedone del bianco · b4 pedone del bianco · d4 pedone del bianco · g4 cavallo del nero · c3 cavallo del bianco · e3 pedone del bianco · f3 cavallo del bianco · h3 pedone del bianco · e2 alfiere del bianco · f2 pedone del bianco · g2 pedone del bianco · a1 torre del bianco · c1 alfiere del bianco · d1 donna del bianco · f1 torre del bianco · g1 re del bianco | a8 torre del nero · d8 donna del nero · e8 re del nero · h8 torre del nero · b7 pedone del nero · c7 alfiere del nero · d7 cavallo del nero · f7 pedone del nero · g7 pedone del nero · a6 pedone del nero · c6 pedone del nero · e6 pedone del nero · c5 pedone del bianco · d5 pedone del nero · f5 alfiere del nero · h5 pedone del nero · a4 pedone del bianco · b4 pedone del bianco · d4 pedone del bianco · g4 cavallo del nero · c3 cavallo del bianco · e3 pedone del bianco · f3 cavallo del bianco · h3 pedone del bianco · e2 alfiere del bianco · f2 pedone del bianco · g2 pedone del bianco · a1 torre del bianco · c1 alfiere del bianco · d1 donna del bianco · f1 torre del bianco · g1 re del bianco | a8 torre del nero · d8 donna del nero · e8 re del nero · h8 torre del nero · b7 pedone del nero · c7 alfiere del nero · d7 cavallo del nero · f7 pedone del nero · g7 pedone del nero · a6 pedone del nero · c6 pedone del nero · e6 pedone del nero · c5 pedone del bianco · d5 pedone del nero · f5 alfiere del nero · h5 pedone del nero · a4 pedone del bianco · b4 pedone del bianco · d4 pedone del bianco · g4 cavallo del nero · c3 cavallo del bianco · e3 pedone del bianco · f3 cavallo del bianco · h3 pedone del bianco · e2 alfiere del bianco · f2 pedone del bianco · g2 pedone del bianco · a1 torre del bianco · c1 alfiere del bianco · d1 donna del bianco · f1 torre del bianco · g1 re del bianco | a8 torre del nero · d8 donna del nero · e8 re del nero · h8 torre del nero · b7 pedone del nero · c7 alfiere del nero · d7 cavallo del nero · f7 pedone del nero · g7 pedone del nero · a6 pedone del nero · c6 pedone del nero · e6 pedone del nero · c5 pedone del bianco · d5 pedone del nero · f5 alfiere del nero · h5 pedone del nero · a4 pedone del bianco · b4 pedone del bianco · d4 pedone del bianco · g4 cavallo del nero · c3 cavallo del bianco · e3 pedone del bianco · f3 cavallo del bianco · h3 pedone del bianco · e2 alfiere del bianco · f2 pedone del bianco · g2 pedone del bianco · a1 torre del bianco · c1 alfiere del bianco · d1 donna del bianco · f1 torre del bianco · g1 re del bianco | a8 torre del nero · d8 donna del nero · e8 re del nero · h8 torre del nero · b7 pedone del nero · c7 alfiere del nero · d7 cavallo del nero · f7 pedone del nero · g7 pedone del nero · a6 pedone del nero · c6 pedone del nero · e6 pedone del nero · c5 pedone del bianco · d5 pedone del nero · f5 alfiere del nero · h5 pedone del nero · a4 pedone del bianco · b4 pedone del bianco · d4 pedone del bianco · g4 cavallo del nero · c3 cavallo del bianco · e3 pedone del bianco · f3 cavallo del bianco · h3 pedone del bianco · e2 alfiere del bianco · f2 pedone del bianco · g2 pedone del bianco · a1 torre del bianco · c1 alfiere del bianco · d1 donna del bianco · f1 torre del bianco · g1 re del bianco | a8 torre del nero · d8 donna del nero · e8 re del nero · h8 torre del nero · b7 pedone del nero · c7 alfiere del nero · d7 cavallo del nero · f7 pedone del nero · g7 pedone del nero · a6 pedone del nero · c6 pedone del nero · e6 pedone del nero · c5 pedone del bianco · d5 pedone del nero · f5 alfiere del nero · h5 pedone del nero · a4 pedone del bianco · b4 pedone del bianco · d4 pedone del bianco · g4 cavallo del nero · c3 cavallo del bianco · e3 pedone del bianco · f3 cavallo del bianco · h3 pedone del bianco · e2 alfiere del bianco · f2 pedone del bianco · g2 pedone del bianco · a1 torre del bianco · c1 alfiere del bianco · d1 donna del bianco · f1 torre del bianco · g1 re del bianco | a8 torre del nero · d8 donna del nero · e8 re del nero · h8 torre del nero · b7 pedone del nero · c7 alfiere del nero · d7 cavallo del nero · f7 pedone del nero · g7 pedone del nero · a6 pedone del nero · c6 pedone del nero · e6 pedone del nero · c5 pedone del bianco · d5 pedone del nero · f5 alfiere del nero · h5 pedone del nero · a4 pedone del bianco · b4 pedone del bianco · d4 pedone del bianco · g4 cavallo del nero · c3 cavallo del bianco · e3 pedone del bianco · f3 cavallo del bianco · h3 pedone del bianco · e2 alfiere del bianco · f2 pedone del bianco · g2 pedone del bianco · a1 torre del bianco · c1 alfiere del bianco · d1 donna del bianco · f1 torre del bianco · g1 re del bianco | a8 torre del nero · d8 donna del nero · e8 re del nero · h8 torre del nero · b7 pedone del nero · c7 alfiere del nero · d7 cavallo del nero · f7 pedone del nero · g7 pedone del nero · a6 pedone del nero · c6 pedone del nero · e6 pedone del nero · c5 pedone del bianco · d5 pedone del nero · f5 alfiere del nero · h5 pedone del nero · a4 pedone del bianco · b4 pedone del bianco · d4 pedone del bianco · g4 cavallo del nero · c3 cavallo del bianco · e3 pedone del bianco · f3 cavallo del bianco · h3 pedone del bianco · e2 alfiere del bianco · f2 pedone del bianco · g2 pedone del bianco · a1 torre del bianco · c1 alfiere del bianco · d1 donna del bianco · f1 torre del bianco · g1 re del bianco | 2 |
| 1 | a8 torre del nero · d8 donna del nero · e8 re del nero · h8 torre del nero · b7 pedone del nero · c7 alfiere del nero · d7 cavallo del nero · f7 pedone del nero · g7 pedone del nero · a6 pedone del nero · c6 pedone del nero · e6 pedone del nero · c5 pedone del bianco · d5 pedone del nero · f5 alfiere del nero · h5 pedone del nero · a4 pedone del bianco · b4 pedone del bianco · d4 pedone del bianco · g4 cavallo del nero · c3 cavallo del bianco · e3 pedone del bianco · f3 cavallo del bianco · h3 pedone del bianco · e2 alfiere del bianco · f2 pedone del bianco · g2 pedone del bianco · a1 torre del bianco · c1 alfiere del bianco · d1 donna del bianco · f1 torre del bianco · g1 re del bianco | a8 torre del nero · d8 donna del nero · e8 re del nero · h8 torre del nero · b7 pedone del nero · c7 alfiere del nero · d7 cavallo del nero · f7 pedone del nero · g7 pedone del nero · a6 pedone del nero · c6 pedone del nero · e6 pedone del nero · c5 pedone del bianco · d5 pedone del nero · f5 alfiere del nero · h5 pedone del nero · a4 pedone del bianco · b4 pedone del bianco · d4 pedone del bianco · g4 cavallo del nero · c3 cavallo del bianco · e3 pedone del bianco · f3 cavallo del bianco · h3 pedone del bianco · e2 alfiere del bianco · f2 pedone del bianco · g2 pedone del bianco · a1 torre del bianco · c1 alfiere del bianco · d1 donna del bianco · f1 torre del bianco · g1 re del bianco | a8 torre del nero · d8 donna del nero · e8 re del nero · h8 torre del nero · b7 pedone del nero · c7 alfiere del nero · d7 cavallo del nero · f7 pedone del nero · g7 pedone del nero · a6 pedone del nero · c6 pedone del nero · e6 pedone del nero · c5 pedone del bianco · d5 pedone del nero · f5 alfiere del nero · h5 pedone del nero · a4 pedone del bianco · b4 pedone del bianco · d4 pedone del bianco · g4 cavallo del nero · c3 cavallo del bianco · e3 pedone del bianco · f3 cavallo del bianco · h3 pedone del bianco · e2 alfiere del bianco · f2 pedone del bianco · g2 pedone del bianco · a1 torre del bianco · c1 alfiere del bianco · d1 donna del bianco · f1 torre del bianco · g1 re del bianco | a8 torre del nero · d8 donna del nero · e8 re del nero · h8 torre del nero · b7 pedone del nero · c7 alfiere del nero · d7 cavallo del nero · f7 pedone del nero · g7 pedone del nero · a6 pedone del nero · c6 pedone del nero · e6 pedone del nero · c5 pedone del bianco · d5 pedone del nero · f5 alfiere del nero · h5 pedone del nero · a4 pedone del bianco · b4 pedone del bianco · d4 pedone del bianco · g4 cavallo del nero · c3 cavallo del bianco · e3 pedone del bianco · f3 cavallo del bianco · h3 pedone del bianco · e2 alfiere del bianco · f2 pedone del bianco · g2 pedone del bianco · a1 torre del bianco · c1 alfiere del bianco · d1 donna del bianco · f1 torre del bianco · g1 re del bianco | a8 torre del nero · d8 donna del nero · e8 re del nero · h8 torre del nero · b7 pedone del nero · c7 alfiere del nero · d7 cavallo del nero · f7 pedone del nero · g7 pedone del nero · a6 pedone del nero · c6 pedone del nero · e6 pedone del nero · c5 pedone del bianco · d5 pedone del nero · f5 alfiere del nero · h5 pedone del nero · a4 pedone del bianco · b4 pedone del bianco · d4 pedone del bianco · g4 cavallo del nero · c3 cavallo del bianco · e3 pedone del bianco · f3 cavallo del bianco · h3 pedone del bianco · e2 alfiere del bianco · f2 pedone del bianco · g2 pedone del bianco · a1 torre del bianco · c1 alfiere del bianco · d1 donna del bianco · f1 torre del bianco · g1 re del bianco | a8 torre del nero · d8 donna del nero · e8 re del nero · h8 torre del nero · b7 pedone del nero · c7 alfiere del nero · d7 cavallo del nero · f7 pedone del nero · g7 pedone del nero · a6 pedone del nero · c6 pedone del nero · e6 pedone del nero · c5 pedone del bianco · d5 pedone del nero · f5 alfiere del nero · h5 pedone del nero · a4 pedone del bianco · b4 pedone del bianco · d4 pedone del bianco · g4 cavallo del nero · c3 cavallo del bianco · e3 pedone del bianco · f3 cavallo del bianco · h3 pedone del bianco · e2 alfiere del bianco · f2 pedone del bianco · g2 pedone del bianco · a1 torre del bianco · c1 alfiere del bianco · d1 donna del bianco · f1 torre del bianco · g1 re del bianco | a8 torre del nero · d8 donna del nero · e8 re del nero · h8 torre del nero · b7 pedone del nero · c7 alfiere del nero · d7 cavallo del nero · f7 pedone del nero · g7 pedone del nero · a6 pedone del nero · c6 pedone del nero · e6 pedone del nero · c5 pedone del bianco · d5 pedone del nero · f5 alfiere del nero · h5 pedone del nero · a4 pedone del bianco · b4 pedone del bianco · d4 pedone del bianco · g4 cavallo del nero · c3 cavallo del bianco · e3 pedone del bianco · f3 cavallo del bianco · h3 pedone del bianco · e2 alfiere del bianco · f2 pedone del bianco · g2 pedone del bianco · a1 torre del bianco · c1 alfiere del bianco · d1 donna del bianco · f1 torre del bianco · g1 re del bianco | a8 torre del nero · d8 donna del nero · e8 re del nero · h8 torre del nero · b7 pedone del nero · c7 alfiere del nero · d7 cavallo del nero · f7 pedone del nero · g7 pedone del nero · a6 pedone del nero · c6 pedone del nero · e6 pedone del nero · c5 pedone del bianco · d5 pedone del nero · f5 alfiere del nero · h5 pedone del nero · a4 pedone del bianco · b4 pedone del bianco · d4 pedone del bianco · g4 cavallo del nero · c3 cavallo del bianco · e3 pedone del bianco · f3 cavallo del bianco · h3 pedone del bianco · e2 alfiere del bianco · f2 pedone del bianco · g2 pedone del bianco · a1 torre del bianco · c1 alfiere del bianco · d1 donna del bianco · f1 torre del bianco · g1 re del bianco | 1 |
|   | a | b | c | d | e | f | g | h |   |

1. d4 d5 2. e3 Af5 3. Cf3 e6 4. Ae2 Ad6 5. O-O Cf6 6. c4 c6 7. Cc3 Cbd7 8. c5 Ac7 9. b4 a6 10.a4 Cg4 11.h3 h5
Il primo caso noto in cui si è presentata una posizione simile è stato durante l'incontro tra Johannes Zukertort contro Simon Winawer al Torneo di Londra del 1883. In questo incontro alla mossa 11 Winawer con il Nero imposta la trappola, ma Zukertort la evita e poi va a vincere.
|   | a | b | c | d | e | f | g | h |   |
| 8 | a8 torre del nero · d8 donna del nero · f8 torre del nero · g8 re del nero · a7 pedone del nero · f7 pedone del nero · g7 pedone del nero · a6 alfiere del nero · b6 pedone del nero · c6 cavallo del nero · d6 pedone del nero · e6 pedone del nero · f6 cavallo del nero · h6 pedone del nero · c5 pedone del nero · g5 alfiere del bianco · c4 pedone del bianco · d4 pedone del bianco · e4 pedone del bianco · h4 pedone del bianco · a3 pedone del bianco · c3 pedone del bianco · g3 cavallo del bianco · a2 torre del bianco · f2 pedone del bianco · g2 pedone del bianco · d1 donna del bianco · e1 re del bianco · f1 alfiere del bianco · h1 torre del bianco | a8 torre del nero · d8 donna del nero · f8 torre del nero · g8 re del nero · a7 pedone del nero · f7 pedone del nero · g7 pedone del nero · a6 alfiere del nero · b6 pedone del nero · c6 cavallo del nero · d6 pedone del nero · e6 pedone del nero · f6 cavallo del nero · h6 pedone del nero · c5 pedone del nero · g5 alfiere del bianco · c4 pedone del bianco · d4 pedone del bianco · e4 pedone del bianco · h4 pedone del bianco · a3 pedone del bianco · c3 pedone del bianco · g3 cavallo del bianco · a2 torre del bianco · f2 pedone del bianco · g2 pedone del bianco · d1 donna del bianco · e1 re del bianco · f1 alfiere del bianco · h1 torre del bianco | a8 torre del nero · d8 donna del nero · f8 torre del nero · g8 re del nero · a7 pedone del nero · f7 pedone del nero · g7 pedone del nero · a6 alfiere del nero · b6 pedone del nero · c6 cavallo del nero · d6 pedone del nero · e6 pedone del nero · f6 cavallo del nero · h6 pedone del nero · c5 pedone del nero · g5 alfiere del bianco · c4 pedone del bianco · d4 pedone del bianco · e4 pedone del bianco · h4 pedone del bianco · a3 pedone del bianco · c3 pedone del bianco · g3 cavallo del bianco · a2 torre del bianco · f2 pedone del bianco · g2 pedone del bianco · d1 donna del bianco · e1 re del bianco · f1 alfiere del bianco · h1 torre del bianco | a8 torre del nero · d8 donna del nero · f8 torre del nero · g8 re del nero · a7 pedone del nero · f7 pedone del nero · g7 pedone del nero · a6 alfiere del nero · b6 pedone del nero · c6 cavallo del nero · d6 pedone del nero · e6 pedone del nero · f6 cavallo del nero · h6 pedone del nero · c5 pedone del nero · g5 alfiere del bianco · c4 pedone del bianco · d4 pedone del bianco · e4 pedone del bianco · h4 pedone del bianco · a3 pedone del bianco · c3 pedone del bianco · g3 cavallo del bianco · a2 torre del bianco · f2 pedone del bianco · g2 pedone del bianco · d1 donna del bianco · e1 re del bianco · f1 alfiere del bianco · h1 torre del bianco | a8 torre del nero · d8 donna del nero · f8 torre del nero · g8 re del nero · a7 pedone del nero · f7 pedone del nero · g7 pedone del nero · a6 alfiere del nero · b6 pedone del nero · c6 cavallo del nero · d6 pedone del nero · e6 pedone del nero · f6 cavallo del nero · h6 pedone del nero · c5 pedone del nero · g5 alfiere del bianco · c4 pedone del bianco · d4 pedone del bianco · e4 pedone del bianco · h4 pedone del bianco · a3 pedone del bianco · c3 pedone del bianco · g3 cavallo del bianco · a2 torre del bianco · f2 pedone del bianco · g2 pedone del bianco · d1 donna del bianco · e1 re del bianco · f1 alfiere del bianco · h1 torre del bianco | a8 torre del nero · d8 donna del nero · f8 torre del nero · g8 re del nero · a7 pedone del nero · f7 pedone del nero · g7 pedone del nero · a6 alfiere del nero · b6 pedone del nero · c6 cavallo del nero · d6 pedone del nero · e6 pedone del nero · f6 cavallo del nero · h6 pedone del nero · c5 pedone del nero · g5 alfiere del bianco · c4 pedone del bianco · d4 pedone del bianco · e4 pedone del bianco · h4 pedone del bianco · a3 pedone del bianco · c3 pedone del bianco · g3 cavallo del bianco · a2 torre del bianco · f2 pedone del bianco · g2 pedone del bianco · d1 donna del bianco · e1 re del bianco · f1 alfiere del bianco · h1 torre del bianco | a8 torre del nero · d8 donna del nero · f8 torre del nero · g8 re del nero · a7 pedone del nero · f7 pedone del nero · g7 pedone del nero · a6 alfiere del nero · b6 pedone del nero · c6 cavallo del nero · d6 pedone del nero · e6 pedone del nero · f6 cavallo del nero · h6 pedone del nero · c5 pedone del nero · g5 alfiere del bianco · c4 pedone del bianco · d4 pedone del bianco · e4 pedone del bianco · h4 pedone del bianco · a3 pedone del bianco · c3 pedone del bianco · g3 cavallo del bianco · a2 torre del bianco · f2 pedone del bianco · g2 pedone del bianco · d1 donna del bianco · e1 re del bianco · f1 alfiere del bianco · h1 torre del bianco | a8 torre del nero · d8 donna del nero · f8 torre del nero · g8 re del nero · a7 pedone del nero · f7 pedone del nero · g7 pedone del nero · a6 alfiere del nero · b6 pedone del nero · c6 cavallo del nero · d6 pedone del nero · e6 pedone del nero · f6 cavallo del nero · h6 pedone del nero · c5 pedone del nero · g5 alfiere del bianco · c4 pedone del bianco · d4 pedone del bianco · e4 pedone del bianco · h4 pedone del bianco · a3 pedone del bianco · c3 pedone del bianco · g3 cavallo del bianco · a2 torre del bianco · f2 pedone del bianco · g2 pedone del bianco · d1 donna del bianco · e1 re del bianco · f1 alfiere del bianco · h1 torre del bianco | 8 |
| 7 | a8 torre del nero · d8 donna del nero · f8 torre del nero · g8 re del nero · a7 pedone del nero · f7 pedone del nero · g7 pedone del nero · a6 alfiere del nero · b6 pedone del nero · c6 cavallo del nero · d6 pedone del nero · e6 pedone del nero · f6 cavallo del nero · h6 pedone del nero · c5 pedone del nero · g5 alfiere del bianco · c4 pedone del bianco · d4 pedone del bianco · e4 pedone del bianco · h4 pedone del bianco · a3 pedone del bianco · c3 pedone del bianco · g3 cavallo del bianco · a2 torre del bianco · f2 pedone del bianco · g2 pedone del bianco · d1 donna del bianco · e1 re del bianco · f1 alfiere del bianco · h1 torre del bianco | a8 torre del nero · d8 donna del nero · f8 torre del nero · g8 re del nero · a7 pedone del nero · f7 pedone del nero · g7 pedone del nero · a6 alfiere del nero · b6 pedone del nero · c6 cavallo del nero · d6 pedone del nero · e6 pedone del nero · f6 cavallo del nero · h6 pedone del nero · c5 pedone del nero · g5 alfiere del bianco · c4 pedone del bianco · d4 pedone del bianco · e4 pedone del bianco · h4 pedone del bianco · a3 pedone del bianco · c3 pedone del bianco · g3 cavallo del bianco · a2 torre del bianco · f2 pedone del bianco · g2 pedone del bianco · d1 donna del bianco · e1 re del bianco · f1 alfiere del bianco · h1 torre del bianco | a8 torre del nero · d8 donna del nero · f8 torre del nero · g8 re del nero · a7 pedone del nero · f7 pedone del nero · g7 pedone del nero · a6 alfiere del nero · b6 pedone del nero · c6 cavallo del nero · d6 pedone del nero · e6 pedone del nero · f6 cavallo del nero · h6 pedone del nero · c5 pedone del nero · g5 alfiere del bianco · c4 pedone del bianco · d4 pedone del bianco · e4 pedone del bianco · h4 pedone del bianco · a3 pedone del bianco · c3 pedone del bianco · g3 cavallo del bianco · a2 torre del bianco · f2 pedone del bianco · g2 pedone del bianco · d1 donna del bianco · e1 re del bianco · f1 alfiere del bianco · h1 torre del bianco | a8 torre del nero · d8 donna del nero · f8 torre del nero · g8 re del nero · a7 pedone del nero · f7 pedone del nero · g7 pedone del nero · a6 alfiere del nero · b6 pedone del nero · c6 cavallo del nero · d6 pedone del nero · e6 pedone del nero · f6 cavallo del nero · h6 pedone del nero · c5 pedone del nero · g5 alfiere del bianco · c4 pedone del bianco · d4 pedone del bianco · e4 pedone del bianco · h4 pedone del bianco · a3 pedone del bianco · c3 pedone del bianco · g3 cavallo del bianco · a2 torre del bianco · f2 pedone del bianco · g2 pedone del bianco · d1 donna del bianco · e1 re del bianco · f1 alfiere del bianco · h1 torre del bianco | a8 torre del nero · d8 donna del nero · f8 torre del nero · g8 re del nero · a7 pedone del nero · f7 pedone del nero · g7 pedone del nero · a6 alfiere del nero · b6 pedone del nero · c6 cavallo del nero · d6 pedone del nero · e6 pedone del nero · f6 cavallo del nero · h6 pedone del nero · c5 pedone del nero · g5 alfiere del bianco · c4 pedone del bianco · d4 pedone del bianco · e4 pedone del bianco · h4 pedone del bianco · a3 pedone del bianco · c3 pedone del bianco · g3 cavallo del bianco · a2 torre del bianco · f2 pedone del bianco · g2 pedone del bianco · d1 donna del bianco · e1 re del bianco · f1 alfiere del bianco · h1 torre del bianco | a8 torre del nero · d8 donna del nero · f8 torre del nero · g8 re del nero · a7 pedone del nero · f7 pedone del nero · g7 pedone del nero · a6 alfiere del nero · b6 pedone del nero · c6 cavallo del nero · d6 pedone del nero · e6 pedone del nero · f6 cavallo del nero · h6 pedone del nero · c5 pedone del nero · g5 alfiere del bianco · c4 pedone del bianco · d4 pedone del bianco · e4 pedone del bianco · h4 pedone del bianco · a3 pedone del bianco · c3 pedone del bianco · g3 cavallo del bianco · a2 torre del bianco · f2 pedone del bianco · g2 pedone del bianco · d1 donna del bianco · e1 re del bianco · f1 alfiere del bianco · h1 torre del bianco | a8 torre del nero · d8 donna del nero · f8 torre del nero · g8 re del nero · a7 pedone del nero · f7 pedone del nero · g7 pedone del nero · a6 alfiere del nero · b6 pedone del nero · c6 cavallo del nero · d6 pedone del nero · e6 pedone del nero · f6 cavallo del nero · h6 pedone del nero · c5 pedone del nero · g5 alfiere del bianco · c4 pedone del bianco · d4 pedone del bianco · e4 pedone del bianco · h4 pedone del bianco · a3 pedone del bianco · c3 pedone del bianco · g3 cavallo del bianco · a2 torre del bianco · f2 pedone del bianco · g2 pedone del bianco · d1 donna del bianco · e1 re del bianco · f1 alfiere del bianco · h1 torre del bianco | a8 torre del nero · d8 donna del nero · f8 torre del nero · g8 re del nero · a7 pedone del nero · f7 pedone del nero · g7 pedone del nero · a6 alfiere del nero · b6 pedone del nero · c6 cavallo del nero · d6 pedone del nero · e6 pedone del nero · f6 cavallo del nero · h6 pedone del nero · c5 pedone del nero · g5 alfiere del bianco · c4 pedone del bianco · d4 pedone del bianco · e4 pedone del bianco · h4 pedone del bianco · a3 pedone del bianco · c3 pedone del bianco · g3 cavallo del bianco · a2 torre del bianco · f2 pedone del bianco · g2 pedone del bianco · d1 donna del bianco · e1 re del bianco · f1 alfiere del bianco · h1 torre del bianco | 7 |
| 6 | a8 torre del nero · d8 donna del nero · f8 torre del nero · g8 re del nero · a7 pedone del nero · f7 pedone del nero · g7 pedone del nero · a6 alfiere del nero · b6 pedone del nero · c6 cavallo del nero · d6 pedone del nero · e6 pedone del nero · f6 cavallo del nero · h6 pedone del nero · c5 pedone del nero · g5 alfiere del bianco · c4 pedone del bianco · d4 pedone del bianco · e4 pedone del bianco · h4 pedone del bianco · a3 pedone del bianco · c3 pedone del bianco · g3 cavallo del bianco · a2 torre del bianco · f2 pedone del bianco · g2 pedone del bianco · d1 donna del bianco · e1 re del bianco · f1 alfiere del bianco · h1 torre del bianco | a8 torre del nero · d8 donna del nero · f8 torre del nero · g8 re del nero · a7 pedone del nero · f7 pedone del nero · g7 pedone del nero · a6 alfiere del nero · b6 pedone del nero · c6 cavallo del nero · d6 pedone del nero · e6 pedone del nero · f6 cavallo del nero · h6 pedone del nero · c5 pedone del nero · g5 alfiere del bianco · c4 pedone del bianco · d4 pedone del bianco · e4 pedone del bianco · h4 pedone del bianco · a3 pedone del bianco · c3 pedone del bianco · g3 cavallo del bianco · a2 torre del bianco · f2 pedone del bianco · g2 pedone del bianco · d1 donna del bianco · e1 re del bianco · f1 alfiere del bianco · h1 torre del bianco | a8 torre del nero · d8 donna del nero · f8 torre del nero · g8 re del nero · a7 pedone del nero · f7 pedone del nero · g7 pedone del nero · a6 alfiere del nero · b6 pedone del nero · c6 cavallo del nero · d6 pedone del nero · e6 pedone del nero · f6 cavallo del nero · h6 pedone del nero · c5 pedone del nero · g5 alfiere del bianco · c4 pedone del bianco · d4 pedone del bianco · e4 pedone del bianco · h4 pedone del bianco · a3 pedone del bianco · c3 pedone del bianco · g3 cavallo del bianco · a2 torre del bianco · f2 pedone del bianco · g2 pedone del bianco · d1 donna del bianco · e1 re del bianco · f1 alfiere del bianco · h1 torre del bianco | a8 torre del nero · d8 donna del nero · f8 torre del nero · g8 re del nero · a7 pedone del nero · f7 pedone del nero · g7 pedone del nero · a6 alfiere del nero · b6 pedone del nero · c6 cavallo del nero · d6 pedone del nero · e6 pedone del nero · f6 cavallo del nero · h6 pedone del nero · c5 pedone del nero · g5 alfiere del bianco · c4 pedone del bianco · d4 pedone del bianco · e4 pedone del bianco · h4 pedone del bianco · a3 pedone del bianco · c3 pedone del bianco · g3 cavallo del bianco · a2 torre del bianco · f2 pedone del bianco · g2 pedone del bianco · d1 donna del bianco · e1 re del bianco · f1 alfiere del bianco · h1 torre del bianco | a8 torre del nero · d8 donna del nero · f8 torre del nero · g8 re del nero · a7 pedone del nero · f7 pedone del nero · g7 pedone del nero · a6 alfiere del nero · b6 pedone del nero · c6 cavallo del nero · d6 pedone del nero · e6 pedone del nero · f6 cavallo del nero · h6 pedone del nero · c5 pedone del nero · g5 alfiere del bianco · c4 pedone del bianco · d4 pedone del bianco · e4 pedone del bianco · h4 pedone del bianco · a3 pedone del bianco · c3 pedone del bianco · g3 cavallo del bianco · a2 torre del bianco · f2 pedone del bianco · g2 pedone del bianco · d1 donna del bianco · e1 re del bianco · f1 alfiere del bianco · h1 torre del bianco | a8 torre del nero · d8 donna del nero · f8 torre del nero · g8 re del nero · a7 pedone del nero · f7 pedone del nero · g7 pedone del nero · a6 alfiere del nero · b6 pedone del nero · c6 cavallo del nero · d6 pedone del nero · e6 pedone del nero · f6 cavallo del nero · h6 pedone del nero · c5 pedone del nero · g5 alfiere del bianco · c4 pedone del bianco · d4 pedone del bianco · e4 pedone del bianco · h4 pedone del bianco · a3 pedone del bianco · c3 pedone del bianco · g3 cavallo del bianco · a2 torre del bianco · f2 pedone del bianco · g2 pedone del bianco · d1 donna del bianco · e1 re del bianco · f1 alfiere del bianco · h1 torre del bianco | a8 torre del nero · d8 donna del nero · f8 torre del nero · g8 re del nero · a7 pedone del nero · f7 pedone del nero · g7 pedone del nero · a6 alfiere del nero · b6 pedone del nero · c6 cavallo del nero · d6 pedone del nero · e6 pedone del nero · f6 cavallo del nero · h6 pedone del nero · c5 pedone del nero · g5 alfiere del bianco · c4 pedone del bianco · d4 pedone del bianco · e4 pedone del bianco · h4 pedone del bianco · a3 pedone del bianco · c3 pedone del bianco · g3 cavallo del bianco · a2 torre del bianco · f2 pedone del bianco · g2 pedone del bianco · d1 donna del bianco · e1 re del bianco · f1 alfiere del bianco · h1 torre del bianco | a8 torre del nero · d8 donna del nero · f8 torre del nero · g8 re del nero · a7 pedone del nero · f7 pedone del nero · g7 pedone del nero · a6 alfiere del nero · b6 pedone del nero · c6 cavallo del nero · d6 pedone del nero · e6 pedone del nero · f6 cavallo del nero · h6 pedone del nero · c5 pedone del nero · g5 alfiere del bianco · c4 pedone del bianco · d4 pedone del bianco · e4 pedone del bianco · h4 pedone del bianco · a3 pedone del bianco · c3 pedone del bianco · g3 cavallo del bianco · a2 torre del bianco · f2 pedone del bianco · g2 pedone del bianco · d1 donna del bianco · e1 re del bianco · f1 alfiere del bianco · h1 torre del bianco | 6 |
| 5 | a8 torre del nero · d8 donna del nero · f8 torre del nero · g8 re del nero · a7 pedone del nero · f7 pedone del nero · g7 pedone del nero · a6 alfiere del nero · b6 pedone del nero · c6 cavallo del nero · d6 pedone del nero · e6 pedone del nero · f6 cavallo del nero · h6 pedone del nero · c5 pedone del nero · g5 alfiere del bianco · c4 pedone del bianco · d4 pedone del bianco · e4 pedone del bianco · h4 pedone del bianco · a3 pedone del bianco · c3 pedone del bianco · g3 cavallo del bianco · a2 torre del bianco · f2 pedone del bianco · g2 pedone del bianco · d1 donna del bianco · e1 re del bianco · f1 alfiere del bianco · h1 torre del bianco | a8 torre del nero · d8 donna del nero · f8 torre del nero · g8 re del nero · a7 pedone del nero · f7 pedone del nero · g7 pedone del nero · a6 alfiere del nero · b6 pedone del nero · c6 cavallo del nero · d6 pedone del nero · e6 pedone del nero · f6 cavallo del nero · h6 pedone del nero · c5 pedone del nero · g5 alfiere del bianco · c4 pedone del bianco · d4 pedone del bianco · e4 pedone del bianco · h4 pedone del bianco · a3 pedone del bianco · c3 pedone del bianco · g3 cavallo del bianco · a2 torre del bianco · f2 pedone del bianco · g2 pedone del bianco · d1 donna del bianco · e1 re del bianco · f1 alfiere del bianco · h1 torre del bianco | a8 torre del nero · d8 donna del nero · f8 torre del nero · g8 re del nero · a7 pedone del nero · f7 pedone del nero · g7 pedone del nero · a6 alfiere del nero · b6 pedone del nero · c6 cavallo del nero · d6 pedone del nero · e6 pedone del nero · f6 cavallo del nero · h6 pedone del nero · c5 pedone del nero · g5 alfiere del bianco · c4 pedone del bianco · d4 pedone del bianco · e4 pedone del bianco · h4 pedone del bianco · a3 pedone del bianco · c3 pedone del bianco · g3 cavallo del bianco · a2 torre del bianco · f2 pedone del bianco · g2 pedone del bianco · d1 donna del bianco · e1 re del bianco · f1 alfiere del bianco · h1 torre del bianco | a8 torre del nero · d8 donna del nero · f8 torre del nero · g8 re del nero · a7 pedone del nero · f7 pedone del nero · g7 pedone del nero · a6 alfiere del nero · b6 pedone del nero · c6 cavallo del nero · d6 pedone del nero · e6 pedone del nero · f6 cavallo del nero · h6 pedone del nero · c5 pedone del nero · g5 alfiere del bianco · c4 pedone del bianco · d4 pedone del bianco · e4 pedone del bianco · h4 pedone del bianco · a3 pedone del bianco · c3 pedone del bianco · g3 cavallo del bianco · a2 torre del bianco · f2 pedone del bianco · g2 pedone del bianco · d1 donna del bianco · e1 re del bianco · f1 alfiere del bianco · h1 torre del bianco | a8 torre del nero · d8 donna del nero · f8 torre del nero · g8 re del nero · a7 pedone del nero · f7 pedone del nero · g7 pedone del nero · a6 alfiere del nero · b6 pedone del nero · c6 cavallo del nero · d6 pedone del nero · e6 pedone del nero · f6 cavallo del nero · h6 pedone del nero · c5 pedone del nero · g5 alfiere del bianco · c4 pedone del bianco · d4 pedone del bianco · e4 pedone del bianco · h4 pedone del bianco · a3 pedone del bianco · c3 pedone del bianco · g3 cavallo del bianco · a2 torre del bianco · f2 pedone del bianco · g2 pedone del bianco · d1 donna del bianco · e1 re del bianco · f1 alfiere del bianco · h1 torre del bianco | a8 torre del nero · d8 donna del nero · f8 torre del nero · g8 re del nero · a7 pedone del nero · f7 pedone del nero · g7 pedone del nero · a6 alfiere del nero · b6 pedone del nero · c6 cavallo del nero · d6 pedone del nero · e6 pedone del nero · f6 cavallo del nero · h6 pedone del nero · c5 pedone del nero · g5 alfiere del bianco · c4 pedone del bianco · d4 pedone del bianco · e4 pedone del bianco · h4 pedone del bianco · a3 pedone del bianco · c3 pedone del bianco · g3 cavallo del bianco · a2 torre del bianco · f2 pedone del bianco · g2 pedone del bianco · d1 donna del bianco · e1 re del bianco · f1 alfiere del bianco · h1 torre del bianco | a8 torre del nero · d8 donna del nero · f8 torre del nero · g8 re del nero · a7 pedone del nero · f7 pedone del nero · g7 pedone del nero · a6 alfiere del nero · b6 pedone del nero · c6 cavallo del nero · d6 pedone del nero · e6 pedone del nero · f6 cavallo del nero · h6 pedone del nero · c5 pedone del nero · g5 alfiere del bianco · c4 pedone del bianco · d4 pedone del bianco · e4 pedone del bianco · h4 pedone del bianco · a3 pedone del bianco · c3 pedone del bianco · g3 cavallo del bianco · a2 torre del bianco · f2 pedone del bianco · g2 pedone del bianco · d1 donna del bianco · e1 re del bianco · f1 alfiere del bianco · h1 torre del bianco | a8 torre del nero · d8 donna del nero · f8 torre del nero · g8 re del nero · a7 pedone del nero · f7 pedone del nero · g7 pedone del nero · a6 alfiere del nero · b6 pedone del nero · c6 cavallo del nero · d6 pedone del nero · e6 pedone del nero · f6 cavallo del nero · h6 pedone del nero · c5 pedone del nero · g5 alfiere del bianco · c4 pedone del bianco · d4 pedone del bianco · e4 pedone del bianco · h4 pedone del bianco · a3 pedone del bianco · c3 pedone del bianco · g3 cavallo del bianco · a2 torre del bianco · f2 pedone del bianco · g2 pedone del bianco · d1 donna del bianco · e1 re del bianco · f1 alfiere del bianco · h1 torre del bianco | 5 |
| 4 | a8 torre del nero · d8 donna del nero · f8 torre del nero · g8 re del nero · a7 pedone del nero · f7 pedone del nero · g7 pedone del nero · a6 alfiere del nero · b6 pedone del nero · c6 cavallo del nero · d6 pedone del nero · e6 pedone del nero · f6 cavallo del nero · h6 pedone del nero · c5 pedone del nero · g5 alfiere del bianco · c4 pedone del bianco · d4 pedone del bianco · e4 pedone del bianco · h4 pedone del bianco · a3 pedone del bianco · c3 pedone del bianco · g3 cavallo del bianco · a2 torre del bianco · f2 pedone del bianco · g2 pedone del bianco · d1 donna del bianco · e1 re del bianco · f1 alfiere del bianco · h1 torre del bianco | a8 torre del nero · d8 donna del nero · f8 torre del nero · g8 re del nero · a7 pedone del nero · f7 pedone del nero · g7 pedone del nero · a6 alfiere del nero · b6 pedone del nero · c6 cavallo del nero · d6 pedone del nero · e6 pedone del nero · f6 cavallo del nero · h6 pedone del nero · c5 pedone del nero · g5 alfiere del bianco · c4 pedone del bianco · d4 pedone del bianco · e4 pedone del bianco · h4 pedone del bianco · a3 pedone del bianco · c3 pedone del bianco · g3 cavallo del bianco · a2 torre del bianco · f2 pedone del bianco · g2 pedone del bianco · d1 donna del bianco · e1 re del bianco · f1 alfiere del bianco · h1 torre del bianco | a8 torre del nero · d8 donna del nero · f8 torre del nero · g8 re del nero · a7 pedone del nero · f7 pedone del nero · g7 pedone del nero · a6 alfiere del nero · b6 pedone del nero · c6 cavallo del nero · d6 pedone del nero · e6 pedone del nero · f6 cavallo del nero · h6 pedone del nero · c5 pedone del nero · g5 alfiere del bianco · c4 pedone del bianco · d4 pedone del bianco · e4 pedone del bianco · h4 pedone del bianco · a3 pedone del bianco · c3 pedone del bianco · g3 cavallo del bianco · a2 torre del bianco · f2 pedone del bianco · g2 pedone del bianco · d1 donna del bianco · e1 re del bianco · f1 alfiere del bianco · h1 torre del bianco | a8 torre del nero · d8 donna del nero · f8 torre del nero · g8 re del nero · a7 pedone del nero · f7 pedone del nero · g7 pedone del nero · a6 alfiere del nero · b6 pedone del nero · c6 cavallo del nero · d6 pedone del nero · e6 pedone del nero · f6 cavallo del nero · h6 pedone del nero · c5 pedone del nero · g5 alfiere del bianco · c4 pedone del bianco · d4 pedone del bianco · e4 pedone del bianco · h4 pedone del bianco · a3 pedone del bianco · c3 pedone del bianco · g3 cavallo del bianco · a2 torre del bianco · f2 pedone del bianco · g2 pedone del bianco · d1 donna del bianco · e1 re del bianco · f1 alfiere del bianco · h1 torre del bianco | a8 torre del nero · d8 donna del nero · f8 torre del nero · g8 re del nero · a7 pedone del nero · f7 pedone del nero · g7 pedone del nero · a6 alfiere del nero · b6 pedone del nero · c6 cavallo del nero · d6 pedone del nero · e6 pedone del nero · f6 cavallo del nero · h6 pedone del nero · c5 pedone del nero · g5 alfiere del bianco · c4 pedone del bianco · d4 pedone del bianco · e4 pedone del bianco · h4 pedone del bianco · a3 pedone del bianco · c3 pedone del bianco · g3 cavallo del bianco · a2 torre del bianco · f2 pedone del bianco · g2 pedone del bianco · d1 donna del bianco · e1 re del bianco · f1 alfiere del bianco · h1 torre del bianco | a8 torre del nero · d8 donna del nero · f8 torre del nero · g8 re del nero · a7 pedone del nero · f7 pedone del nero · g7 pedone del nero · a6 alfiere del nero · b6 pedone del nero · c6 cavallo del nero · d6 pedone del nero · e6 pedone del nero · f6 cavallo del nero · h6 pedone del nero · c5 pedone del nero · g5 alfiere del bianco · c4 pedone del bianco · d4 pedone del bianco · e4 pedone del bianco · h4 pedone del bianco · a3 pedone del bianco · c3 pedone del bianco · g3 cavallo del bianco · a2 torre del bianco · f2 pedone del bianco · g2 pedone del bianco · d1 donna del bianco · e1 re del bianco · f1 alfiere del bianco · h1 torre del bianco | a8 torre del nero · d8 donna del nero · f8 torre del nero · g8 re del nero · a7 pedone del nero · f7 pedone del nero · g7 pedone del nero · a6 alfiere del nero · b6 pedone del nero · c6 cavallo del nero · d6 pedone del nero · e6 pedone del nero · f6 cavallo del nero · h6 pedone del nero · c5 pedone del nero · g5 alfiere del bianco · c4 pedone del bianco · d4 pedone del bianco · e4 pedone del bianco · h4 pedone del bianco · a3 pedone del bianco · c3 pedone del bianco · g3 cavallo del bianco · a2 torre del bianco · f2 pedone del bianco · g2 pedone del bianco · d1 donna del bianco · e1 re del bianco · f1 alfiere del bianco · h1 torre del bianco | a8 torre del nero · d8 donna del nero · f8 torre del nero · g8 re del nero · a7 pedone del nero · f7 pedone del nero · g7 pedone del nero · a6 alfiere del nero · b6 pedone del nero · c6 cavallo del nero · d6 pedone del nero · e6 pedone del nero · f6 cavallo del nero · h6 pedone del nero · c5 pedone del nero · g5 alfiere del bianco · c4 pedone del bianco · d4 pedone del bianco · e4 pedone del bianco · h4 pedone del bianco · a3 pedone del bianco · c3 pedone del bianco · g3 cavallo del bianco · a2 torre del bianco · f2 pedone del bianco · g2 pedone del bianco · d1 donna del bianco · e1 re del bianco · f1 alfiere del bianco · h1 torre del bianco | 4 |
| 3 | a8 torre del nero · d8 donna del nero · f8 torre del nero · g8 re del nero · a7 pedone del nero · f7 pedone del nero · g7 pedone del nero · a6 alfiere del nero · b6 pedone del nero · c6 cavallo del nero · d6 pedone del nero · e6 pedone del nero · f6 cavallo del nero · h6 pedone del nero · c5 pedone del nero · g5 alfiere del bianco · c4 pedone del bianco · d4 pedone del bianco · e4 pedone del bianco · h4 pedone del bianco · a3 pedone del bianco · c3 pedone del bianco · g3 cavallo del bianco · a2 torre del bianco · f2 pedone del bianco · g2 pedone del bianco · d1 donna del bianco · e1 re del bianco · f1 alfiere del bianco · h1 torre del bianco | a8 torre del nero · d8 donna del nero · f8 torre del nero · g8 re del nero · a7 pedone del nero · f7 pedone del nero · g7 pedone del nero · a6 alfiere del nero · b6 pedone del nero · c6 cavallo del nero · d6 pedone del nero · e6 pedone del nero · f6 cavallo del nero · h6 pedone del nero · c5 pedone del nero · g5 alfiere del bianco · c4 pedone del bianco · d4 pedone del bianco · e4 pedone del bianco · h4 pedone del bianco · a3 pedone del bianco · c3 pedone del bianco · g3 cavallo del bianco · a2 torre del bianco · f2 pedone del bianco · g2 pedone del bianco · d1 donna del bianco · e1 re del bianco · f1 alfiere del bianco · h1 torre del bianco | a8 torre del nero · d8 donna del nero · f8 torre del nero · g8 re del nero · a7 pedone del nero · f7 pedone del nero · g7 pedone del nero · a6 alfiere del nero · b6 pedone del nero · c6 cavallo del nero · d6 pedone del nero · e6 pedone del nero · f6 cavallo del nero · h6 pedone del nero · c5 pedone del nero · g5 alfiere del bianco · c4 pedone del bianco · d4 pedone del bianco · e4 pedone del bianco · h4 pedone del bianco · a3 pedone del bianco · c3 pedone del bianco · g3 cavallo del bianco · a2 torre del bianco · f2 pedone del bianco · g2 pedone del bianco · d1 donna del bianco · e1 re del bianco · f1 alfiere del bianco · h1 torre del bianco | a8 torre del nero · d8 donna del nero · f8 torre del nero · g8 re del nero · a7 pedone del nero · f7 pedone del nero · g7 pedone del nero · a6 alfiere del nero · b6 pedone del nero · c6 cavallo del nero · d6 pedone del nero · e6 pedone del nero · f6 cavallo del nero · h6 pedone del nero · c5 pedone del nero · g5 alfiere del bianco · c4 pedone del bianco · d4 pedone del bianco · e4 pedone del bianco · h4 pedone del bianco · a3 pedone del bianco · c3 pedone del bianco · g3 cavallo del bianco · a2 torre del bianco · f2 pedone del bianco · g2 pedone del bianco · d1 donna del bianco · e1 re del bianco · f1 alfiere del bianco · h1 torre del bianco | a8 torre del nero · d8 donna del nero · f8 torre del nero · g8 re del nero · a7 pedone del nero · f7 pedone del nero · g7 pedone del nero · a6 alfiere del nero · b6 pedone del nero · c6 cavallo del nero · d6 pedone del nero · e6 pedone del nero · f6 cavallo del nero · h6 pedone del nero · c5 pedone del nero · g5 alfiere del bianco · c4 pedone del bianco · d4 pedone del bianco · e4 pedone del bianco · h4 pedone del bianco · a3 pedone del bianco · c3 pedone del bianco · g3 cavallo del bianco · a2 torre del bianco · f2 pedone del bianco · g2 pedone del bianco · d1 donna del bianco · e1 re del bianco · f1 alfiere del bianco · h1 torre del bianco | a8 torre del nero · d8 donna del nero · f8 torre del nero · g8 re del nero · a7 pedone del nero · f7 pedone del nero · g7 pedone del nero · a6 alfiere del nero · b6 pedone del nero · c6 cavallo del nero · d6 pedone del nero · e6 pedone del nero · f6 cavallo del nero · h6 pedone del nero · c5 pedone del nero · g5 alfiere del bianco · c4 pedone del bianco · d4 pedone del bianco · e4 pedone del bianco · h4 pedone del bianco · a3 pedone del bianco · c3 pedone del bianco · g3 cavallo del bianco · a2 torre del bianco · f2 pedone del bianco · g2 pedone del bianco · d1 donna del bianco · e1 re del bianco · f1 alfiere del bianco · h1 torre del bianco | a8 torre del nero · d8 donna del nero · f8 torre del nero · g8 re del nero · a7 pedone del nero · f7 pedone del nero · g7 pedone del nero · a6 alfiere del nero · b6 pedone del nero · c6 cavallo del nero · d6 pedone del nero · e6 pedone del nero · f6 cavallo del nero · h6 pedone del nero · c5 pedone del nero · g5 alfiere del bianco · c4 pedone del bianco · d4 pedone del bianco · e4 pedone del bianco · h4 pedone del bianco · a3 pedone del bianco · c3 pedone del bianco · g3 cavallo del bianco · a2 torre del bianco · f2 pedone del bianco · g2 pedone del bianco · d1 donna del bianco · e1 re del bianco · f1 alfiere del bianco · h1 torre del bianco | a8 torre del nero · d8 donna del nero · f8 torre del nero · g8 re del nero · a7 pedone del nero · f7 pedone del nero · g7 pedone del nero · a6 alfiere del nero · b6 pedone del nero · c6 cavallo del nero · d6 pedone del nero · e6 pedone del nero · f6 cavallo del nero · h6 pedone del nero · c5 pedone del nero · g5 alfiere del bianco · c4 pedone del bianco · d4 pedone del bianco · e4 pedone del bianco · h4 pedone del bianco · a3 pedone del bianco · c3 pedone del bianco · g3 cavallo del bianco · a2 torre del bianco · f2 pedone del bianco · g2 pedone del bianco · d1 donna del bianco · e1 re del bianco · f1 alfiere del bianco · h1 torre del bianco | 3 |
| 2 | a8 torre del nero · d8 donna del nero · f8 torre del nero · g8 re del nero · a7 pedone del nero · f7 pedone del nero · g7 pedone del nero · a6 alfiere del nero · b6 pedone del nero · c6 cavallo del nero · d6 pedone del nero · e6 pedone del nero · f6 cavallo del nero · h6 pedone del nero · c5 pedone del nero · g5 alfiere del bianco · c4 pedone del bianco · d4 pedone del bianco · e4 pedone del bianco · h4 pedone del bianco · a3 pedone del bianco · c3 pedone del bianco · g3 cavallo del bianco · a2 torre del bianco · f2 pedone del bianco · g2 pedone del bianco · d1 donna del bianco · e1 re del bianco · f1 alfiere del bianco · h1 torre del bianco | a8 torre del nero · d8 donna del nero · f8 torre del nero · g8 re del nero · a7 pedone del nero · f7 pedone del nero · g7 pedone del nero · a6 alfiere del nero · b6 pedone del nero · c6 cavallo del nero · d6 pedone del nero · e6 pedone del nero · f6 cavallo del nero · h6 pedone del nero · c5 pedone del nero · g5 alfiere del bianco · c4 pedone del bianco · d4 pedone del bianco · e4 pedone del bianco · h4 pedone del bianco · a3 pedone del bianco · c3 pedone del bianco · g3 cavallo del bianco · a2 torre del bianco · f2 pedone del bianco · g2 pedone del bianco · d1 donna del bianco · e1 re del bianco · f1 alfiere del bianco · h1 torre del bianco | a8 torre del nero · d8 donna del nero · f8 torre del nero · g8 re del nero · a7 pedone del nero · f7 pedone del nero · g7 pedone del nero · a6 alfiere del nero · b6 pedone del nero · c6 cavallo del nero · d6 pedone del nero · e6 pedone del nero · f6 cavallo del nero · h6 pedone del nero · c5 pedone del nero · g5 alfiere del bianco · c4 pedone del bianco · d4 pedone del bianco · e4 pedone del bianco · h4 pedone del bianco · a3 pedone del bianco · c3 pedone del bianco · g3 cavallo del bianco · a2 torre del bianco · f2 pedone del bianco · g2 pedone del bianco · d1 donna del bianco · e1 re del bianco · f1 alfiere del bianco · h1 torre del bianco | a8 torre del nero · d8 donna del nero · f8 torre del nero · g8 re del nero · a7 pedone del nero · f7 pedone del nero · g7 pedone del nero · a6 alfiere del nero · b6 pedone del nero · c6 cavallo del nero · d6 pedone del nero · e6 pedone del nero · f6 cavallo del nero · h6 pedone del nero · c5 pedone del nero · g5 alfiere del bianco · c4 pedone del bianco · d4 pedone del bianco · e4 pedone del bianco · h4 pedone del bianco · a3 pedone del bianco · c3 pedone del bianco · g3 cavallo del bianco · a2 torre del bianco · f2 pedone del bianco · g2 pedone del bianco · d1 donna del bianco · e1 re del bianco · f1 alfiere del bianco · h1 torre del bianco | a8 torre del nero · d8 donna del nero · f8 torre del nero · g8 re del nero · a7 pedone del nero · f7 pedone del nero · g7 pedone del nero · a6 alfiere del nero · b6 pedone del nero · c6 cavallo del nero · d6 pedone del nero · e6 pedone del nero · f6 cavallo del nero · h6 pedone del nero · c5 pedone del nero · g5 alfiere del bianco · c4 pedone del bianco · d4 pedone del bianco · e4 pedone del bianco · h4 pedone del bianco · a3 pedone del bianco · c3 pedone del bianco · g3 cavallo del bianco · a2 torre del bianco · f2 pedone del bianco · g2 pedone del bianco · d1 donna del bianco · e1 re del bianco · f1 alfiere del bianco · h1 torre del bianco | a8 torre del nero · d8 donna del nero · f8 torre del nero · g8 re del nero · a7 pedone del nero · f7 pedone del nero · g7 pedone del nero · a6 alfiere del nero · b6 pedone del nero · c6 cavallo del nero · d6 pedone del nero · e6 pedone del nero · f6 cavallo del nero · h6 pedone del nero · c5 pedone del nero · g5 alfiere del bianco · c4 pedone del bianco · d4 pedone del bianco · e4 pedone del bianco · h4 pedone del bianco · a3 pedone del bianco · c3 pedone del bianco · g3 cavallo del bianco · a2 torre del bianco · f2 pedone del bianco · g2 pedone del bianco · d1 donna del bianco · e1 re del bianco · f1 alfiere del bianco · h1 torre del bianco | a8 torre del nero · d8 donna del nero · f8 torre del nero · g8 re del nero · a7 pedone del nero · f7 pedone del nero · g7 pedone del nero · a6 alfiere del nero · b6 pedone del nero · c6 cavallo del nero · d6 pedone del nero · e6 pedone del nero · f6 cavallo del nero · h6 pedone del nero · c5 pedone del nero · g5 alfiere del bianco · c4 pedone del bianco · d4 pedone del bianco · e4 pedone del bianco · h4 pedone del bianco · a3 pedone del bianco · c3 pedone del bianco · g3 cavallo del bianco · a2 torre del bianco · f2 pedone del bianco · g2 pedone del bianco · d1 donna del bianco · e1 re del bianco · f1 alfiere del bianco · h1 torre del bianco | a8 torre del nero · d8 donna del nero · f8 torre del nero · g8 re del nero · a7 pedone del nero · f7 pedone del nero · g7 pedone del nero · a6 alfiere del nero · b6 pedone del nero · c6 cavallo del nero · d6 pedone del nero · e6 pedone del nero · f6 cavallo del nero · h6 pedone del nero · c5 pedone del nero · g5 alfiere del bianco · c4 pedone del bianco · d4 pedone del bianco · e4 pedone del bianco · h4 pedone del bianco · a3 pedone del bianco · c3 pedone del bianco · g3 cavallo del bianco · a2 torre del bianco · f2 pedone del bianco · g2 pedone del bianco · d1 donna del bianco · e1 re del bianco · f1 alfiere del bianco · h1 torre del bianco | 2 |
| 1 | a8 torre del nero · d8 donna del nero · f8 torre del nero · g8 re del nero · a7 pedone del nero · f7 pedone del nero · g7 pedone del nero · a6 alfiere del nero · b6 pedone del nero · c6 cavallo del nero · d6 pedone del nero · e6 pedone del nero · f6 cavallo del nero · h6 pedone del nero · c5 pedone del nero · g5 alfiere del bianco · c4 pedone del bianco · d4 pedone del bianco · e4 pedone del bianco · h4 pedone del bianco · a3 pedone del bianco · c3 pedone del bianco · g3 cavallo del bianco · a2 torre del bianco · f2 pedone del bianco · g2 pedone del bianco · d1 donna del bianco · e1 re del bianco · f1 alfiere del bianco · h1 torre del bianco | a8 torre del nero · d8 donna del nero · f8 torre del nero · g8 re del nero · a7 pedone del nero · f7 pedone del nero · g7 pedone del nero · a6 alfiere del nero · b6 pedone del nero · c6 cavallo del nero · d6 pedone del nero · e6 pedone del nero · f6 cavallo del nero · h6 pedone del nero · c5 pedone del nero · g5 alfiere del bianco · c4 pedone del bianco · d4 pedone del bianco · e4 pedone del bianco · h4 pedone del bianco · a3 pedone del bianco · c3 pedone del bianco · g3 cavallo del bianco · a2 torre del bianco · f2 pedone del bianco · g2 pedone del bianco · d1 donna del bianco · e1 re del bianco · f1 alfiere del bianco · h1 torre del bianco | a8 torre del nero · d8 donna del nero · f8 torre del nero · g8 re del nero · a7 pedone del nero · f7 pedone del nero · g7 pedone del nero · a6 alfiere del nero · b6 pedone del nero · c6 cavallo del nero · d6 pedone del nero · e6 pedone del nero · f6 cavallo del nero · h6 pedone del nero · c5 pedone del nero · g5 alfiere del bianco · c4 pedone del bianco · d4 pedone del bianco · e4 pedone del bianco · h4 pedone del bianco · a3 pedone del bianco · c3 pedone del bianco · g3 cavallo del bianco · a2 torre del bianco · f2 pedone del bianco · g2 pedone del bianco · d1 donna del bianco · e1 re del bianco · f1 alfiere del bianco · h1 torre del bianco | a8 torre del nero · d8 donna del nero · f8 torre del nero · g8 re del nero · a7 pedone del nero · f7 pedone del nero · g7 pedone del nero · a6 alfiere del nero · b6 pedone del nero · c6 cavallo del nero · d6 pedone del nero · e6 pedone del nero · f6 cavallo del nero · h6 pedone del nero · c5 pedone del nero · g5 alfiere del bianco · c4 pedone del bianco · d4 pedone del bianco · e4 pedone del bianco · h4 pedone del bianco · a3 pedone del bianco · c3 pedone del bianco · g3 cavallo del bianco · a2 torre del bianco · f2 pedone del bianco · g2 pedone del bianco · d1 donna del bianco · e1 re del bianco · f1 alfiere del bianco · h1 torre del bianco | a8 torre del nero · d8 donna del nero · f8 torre del nero · g8 re del nero · a7 pedone del nero · f7 pedone del nero · g7 pedone del nero · a6 alfiere del nero · b6 pedone del nero · c6 cavallo del nero · d6 pedone del nero · e6 pedone del nero · f6 cavallo del nero · h6 pedone del nero · c5 pedone del nero · g5 alfiere del bianco · c4 pedone del bianco · d4 pedone del bianco · e4 pedone del bianco · h4 pedone del bianco · a3 pedone del bianco · c3 pedone del bianco · g3 cavallo del bianco · a2 torre del bianco · f2 pedone del bianco · g2 pedone del bianco · d1 donna del bianco · e1 re del bianco · f1 alfiere del bianco · h1 torre del bianco | a8 torre del nero · d8 donna del nero · f8 torre del nero · g8 re del nero · a7 pedone del nero · f7 pedone del nero · g7 pedone del nero · a6 alfiere del nero · b6 pedone del nero · c6 cavallo del nero · d6 pedone del nero · e6 pedone del nero · f6 cavallo del nero · h6 pedone del nero · c5 pedone del nero · g5 alfiere del bianco · c4 pedone del bianco · d4 pedone del bianco · e4 pedone del bianco · h4 pedone del bianco · a3 pedone del bianco · c3 pedone del bianco · g3 cavallo del bianco · a2 torre del bianco · f2 pedone del bianco · g2 pedone del bianco · d1 donna del bianco · e1 re del bianco · f1 alfiere del bianco · h1 torre del bianco | a8 torre del nero · d8 donna del nero · f8 torre del nero · g8 re del nero · a7 pedone del nero · f7 pedone del nero · g7 pedone del nero · a6 alfiere del nero · b6 pedone del nero · c6 cavallo del nero · d6 pedone del nero · e6 pedone del nero · f6 cavallo del nero · h6 pedone del nero · c5 pedone del nero · g5 alfiere del bianco · c4 pedone del bianco · d4 pedone del bianco · e4 pedone del bianco · h4 pedone del bianco · a3 pedone del bianco · c3 pedone del bianco · g3 cavallo del bianco · a2 torre del bianco · f2 pedone del bianco · g2 pedone del bianco · d1 donna del bianco · e1 re del bianco · f1 alfiere del bianco · h1 torre del bianco | a8 torre del nero · d8 donna del nero · f8 torre del nero · g8 re del nero · a7 pedone del nero · f7 pedone del nero · g7 pedone del nero · a6 alfiere del nero · b6 pedone del nero · c6 cavallo del nero · d6 pedone del nero · e6 pedone del nero · f6 cavallo del nero · h6 pedone del nero · c5 pedone del nero · g5 alfiere del bianco · c4 pedone del bianco · d4 pedone del bianco · e4 pedone del bianco · h4 pedone del bianco · a3 pedone del bianco · c3 pedone del bianco · g3 cavallo del bianco · a2 torre del bianco · f2 pedone del bianco · g2 pedone del bianco · d1 donna del bianco · e1 re del bianco · f1 alfiere del bianco · h1 torre del bianco | 1 |
|   | a | b | c | d | e | f | g | h |   |

1. d4 Nf6 2. c4 e6 3. Nc3 Bb4 4. e3 0-0 5. a3 Bxc3+ 6. bxc3 d6 7. Ne2 c5 8. Ng3 Nc6 9. Ra2 b6 10. e4 Ba6 11. Bg5 h6 12. h4!
Una situazione molto simile si è vista nell'ottavo incontro della sfida per il titolo mondiale 2023 tra Ding Liren e Jan Nepomnjaščij. Alla mossa 12 Ding Liren col Bianco ha innescato la trappola, usando l'Alfiere al posto del Cavallo, ma Nepomniachtchi, dopo una pensata di ben sei minuti, ha scelto la linea forzante 12...hxg5 13.hxg5 g6. La partita è poi finita in parità.